# Novela realista en inglés
En la literatura y el arte, el "realismo" es nuevamente opuesto al "idealismo" en varios sentidos. El realista es (1) aquel que deliberadamente rehúsa seleccionar sus temas entre lo bello o armonioso y, más especialmente, describe cosas feas y resalta detalles de tipo desagradable; (2) el que se ocupa de individuos, no de tipos; (3) más propiamente, el que se esfuerza por representar los hechos exactamente como son.
El realismo no es un movimiento literario circunscrito a un marco histórico, por el contrario, constituye una de las tendencias fundamentales del arte literario. No obstante, la crítica prefiere atribuir este término a un movimiento preciso de la historia literaria francesa: el que aparece hacia 1850 como reacción contra el lirismo y los excesos del subjetivismo romántico. En tanto que reacción contra el romanticismo, el realismo no es, sin embargo, privativo de Francia.
La novela tal como la conocemos hoy día no es otra cosa que un desarrollo posterior y una manera especial de relato; hay quien sitúa sus orígenes en el siglo XVIII con la Pamela de Richardson. Ciertamente, en Inglaterra no se puede llevar su rastro más allá del siglo XVI, con la Arcadia de sir Philip Sidney, y los lectores más modernos encontrarán que esta obra cumple muy pocos de los requisitos que se le exigen a una novela. Es entonces necesario hacer una distinción entre novela y relato. La novela es una obra en prosa, mientras que la mayor parte de los relatos primitivos están en verso. Walter Scott demostró que la prosa proporcionaba a la narración unas posibilidades de amplitud de espacio y de marco de referencia con los que no podía competir la poesía. Son precisamente esa amplitud de espacio y el marco de referencia los dos elementos que diferencian el arte del novelista del narrador. Aquel no cuenta solo una historia, sino que está también describiendo algo a través de esa historia. Paralelo al relato, la novela va presentando un retrato de caracteres, o un marco social o, en las obras más modernas, registra una corriente de pensamiento. Sea cual fuere la ambición que dirige al novelista, hará muy bien en recordar que comenzó como narrador y nunca podrá escapar por completo a este origen. Por ello, la novela puede describirse como una narración en prosa, basada en un relato, en la que el autor puede hacer un retrato de caracteres, o de la vida de una época, y analizar sentimientos y pasiones, o las reacciones de hombres y mujeres ante su entorno. Esto lo puede conseguir utilizando un escenario de su propia época o del pasado.
No pueden definirse con facilidad los diferentes tipos de novela, pues son muchísimos. Quizá la tipología más válida es aquella que se hace entre novelas que están relacionadas con la propia época del escritor y aquellas otras que utilizan un marco de referencia histórico. La primera es, a menudo, realista, y esta última incorpora frecuentemente la aventura de una manera espectacular. Esta novela realista y contemporánea tiene un desarrollo histórico más lento que el del romance, pero, una vez que se desarrolla, se apodera por completo de la imaginación del público.
Otra división conveniente que también puede hacerse de la novela se refiere a la forma, y aquí la complejidad no es menor. El novelista puede contar una historia de manera lineal, narrando los acontecimientos en orden cronológico. Pocos novelistas han quedado satisfechos de esta manera de hacer, aunque algunos escritores, como en el caso de Anthony Trollope, parecen ganar cuando ordenan la narración de la manera más sencilla posible. En algunos novelistas es la forma lo primero que llama la atención, por ejemplo en el Tristram Shandy de Sterne; este autor es el precursor de los novelistas modernos que han experimentado con la forma, en particular de Dorothy Richardson, James Joyce, Virginia Woolf y, especialmente, aunque de manera atenuada, de Anthony Powell en su serie de excelentes novelas tituladas The Music of Time.
En el siglo XVIII Samuel Richardson descubriría por accidente que el mejor medio para expresar su análisis de los sentimientos por medio de la novela eran las cartas. Aquí se empezó ya a entender que la novela es un género mixto. Cuando el novelista utiliza el diálogo y reduce la descripción al mínimo se aproxima al teatro. Pride and Prejudice (Orgullo y prejuicio), de Jane Austen, contiene todo el diálogo que es esencial para crear una obra dramática sobre ese tema y lo mismo sucede en The Egoist (El egoísta), de Meredith.

## Precedentes
El género novela hunde sus raíces en los relatos breves que entretenían a los isabelinos, en el romance francés, en los exóticos textos de ficción de autores como Aphra Behn.
Thomas Deloney (c. 1543-1600) se dedicó a describir el trabajo de los artesanos por medio de una narración sencilla y anacrónica, pero fundamentada en el realismo. En Jack of Newbury describe la vida de los tejedores, y en The Gentle Craft nos cuenta la historia completa de los zapateros, apareciendo en ella algunas escenas vívidas y en apariencia auténticas.
Aun siendo realistas, estas narraciones carecían casi por completo de estructura. Thomas Nashe (1567-1601) haría algunos progresos en esta dirección. En Jack Wilton construye una crónica de aventuras, muchas de las cuales le habían sucedido a él mismo a lo largo de su turbulenta historia. El bribón que nos presenta como héroe comienza su carrera en el ejército de Enrique VIII, y en sus viajes va encontrándose con gentes diversas. Nos hallamos aquí ante lo más cercano a la novela realista de toda la producción del siglo XVI.
No deja de ser un caso extraño e inexplicable el que, en el siglo XVII, estos comienzos de la novela en la época isabelina no tuviesen continuidad, como podría haberse esperado. Las disputas de tipo religioso, las disensiones sociales y, finalmente, las guerras civiles dejaron un reguero formado por innumerables libelos, y hay quienes piensan que las energías gastadas en ellos no dejaron tiempo libre para dedicarlo a la prosa de ficción.

## Literatura augusta

### Contexto social
A partir de todos estos tempranos impulsos de la novela, al siglo XVIII le quedaría la tarea de consolidar la ficción como género literario, y desde aquel momento en adelante no han dejado de escribirse relatos novelados. Esta etapa la comenzaría un personaje cautivador y misterioso: Daniel Defoe.
En la primera mitad del siglo XVIII empezaron a aparecer obras en prosa a las que hoy damos el nombre de novelas. Es evidente que en ese periodo se produjo la combinación de distintas corrientes intelectuales y sociales que terminaron por crear algo nuevo. Es posible que la novela haya sido el último género literario en crearse, pero desde el siglo XVIII su éxito ha sido casi alarmante. A través de las «bibliotecas circulantes», la ficción poseía su propio medio de distribución, y ya desde el siglo XVIII comienzan a aparecer frecuentes quejas acerca de la excesiva cantidad de tiempo que se gasta en la lectura de novelas. El arte del novelista es superior, ocupándose de la vida en todas sus facetas, y utilizando no solamente la descripción sino también el don dramático del diálogo. Es el género literario que con mayor profundidad ha explorado la vida del hombre común y que la ha encontrado digna de ser narrada.
El siglo XVIII inglés es un período importantísimo para la novela y, en general, para la prosa; en él se desarrolla una esplendorosa variedad de géneros, con autores de la mayor relevancia. Los grandes novelistas de este siglo son Defoe, Swift, Richardson, Fielding, Smollett, Sterne y Goldsmith. Las personas que conducían la acción se individualizaron: empezaron a analizarse en toda su complejidad, al tiempo que se describían con minucioso detalle las presiones sociales que las atenazaban. En el momento en que la gente comenzó a demandar que les contaran historias sobre personas no demasiado distintas, que vivieran en mundos fáciles de reconocer y similares al suyo, nació la novela propiamente dicha.
El surgimiento de la novela suele asociarse con el auge de las clases medias, pero no basta con enunciar simplemente tal afirmación. Lo fundamental son las circunstancias y las condiciones en que vivían estas clases medias. Durante el siglo XVIII cada vez más gente perteneciente a dichos sectores fue accediendo a la educación; una educación cuyos contenidos estaban menos centrados en la cultura clásica que la que recibían las clases más elevadas. Las mujeres representaron un papel trascendental a la hora de generar un público lector de obras de ficción. Las mujeres recibían educación, pero como se les daba una educación a la medida, la que se consideraba adecuada para el sexo débil, hoy debemos reconocer que llevaban las de perder.
La mejora de la educación femenina coincidió con una etapa en que las mujeres de los sectores más favorecidos disponían de más tiempo libre. Ya no resultaba propio de grandes damas que la mujer se involucrara directamente en las labores domésticas. La mujer burguesa fue convirtiéndose poco a poco en supervisora; la mujer de clase alta era cada vez más dada a la vida social. Esta moda, que nace en Londres, fue expandiéndose por todo el país. El disponer de más tiempo libre abrió un vacío en la vida de las mujeres que había que rellenar. También los hombres, educados para ver un poco más allá de sus estrechos intereses locales y profesionales, reclamaban mayor estímulo intelectual. Uno y otro sexo se mostraban receptivos a formas literarias que pudieran abrirles a mundos desconocidos, aunque razonablemente reales, que les sacaran de su entorno más inmediato.
La proliferación de periódicos que se produjo en el siglo XVIII es otra muestra más de lo que estamos diciendo, como también lo es la popularidad que alcanzaron el Spectator o el Tatler. Pero quizá lo más llamativo sea la intensidad con que el público demandaba historias con las que aproximarse a las costumbres, la manera de actuar, y las circunstancias en que vivían otros grupos sociales y otras comunidades localmente alejadas de la suya.
Tampoco debemos olvidar que los novelistas asumían como obligación no solo informar, sino adoctrinar. La utilidad era un concepto muy importante para las clases medias, lo cual incluía la utilidad moral. Muchos puritanos acérrimos, es cierto, condenaban toda suerte de ficción, con el argumento de que al no ser verdad, era falsa. Pero el lector de novelas medio era creyente, cristiano, algo inclinado hacia sectores más evangélicos, y para él el ingrediente esencial venía representado por los fragmentos más abiertamente moralizadores, precisamente los que hoy nos parecen más postizos.
Y así, a medida que los novelistas iban introduciendo a los lectores en nuevos entornos sociales y modelando con ello el comportamiento, proporcionaban también el entramado de valores con los que dicho comportamiento debía de juzgarse. Este triple objetivo, descubrir, educar y estimular nuevos criterios de juicio, recorre toda la novela de los siglos XVIII y XIX.
A mediados de siglo se crearon las bibliotecas ambulantes, que años más tarde florecían por todo el país, y en el siglo XIX su tarea se expandió a los sectores educados de la clase trabajadora a través de los Institutos de Mecánica y las bibliotecas gratuitas. Esto supuso un importante avance, que ha seguido hasta nuestros días; Gran Bretaña sigue siendo una nación de usuarios de bibliotecas.

### Autores

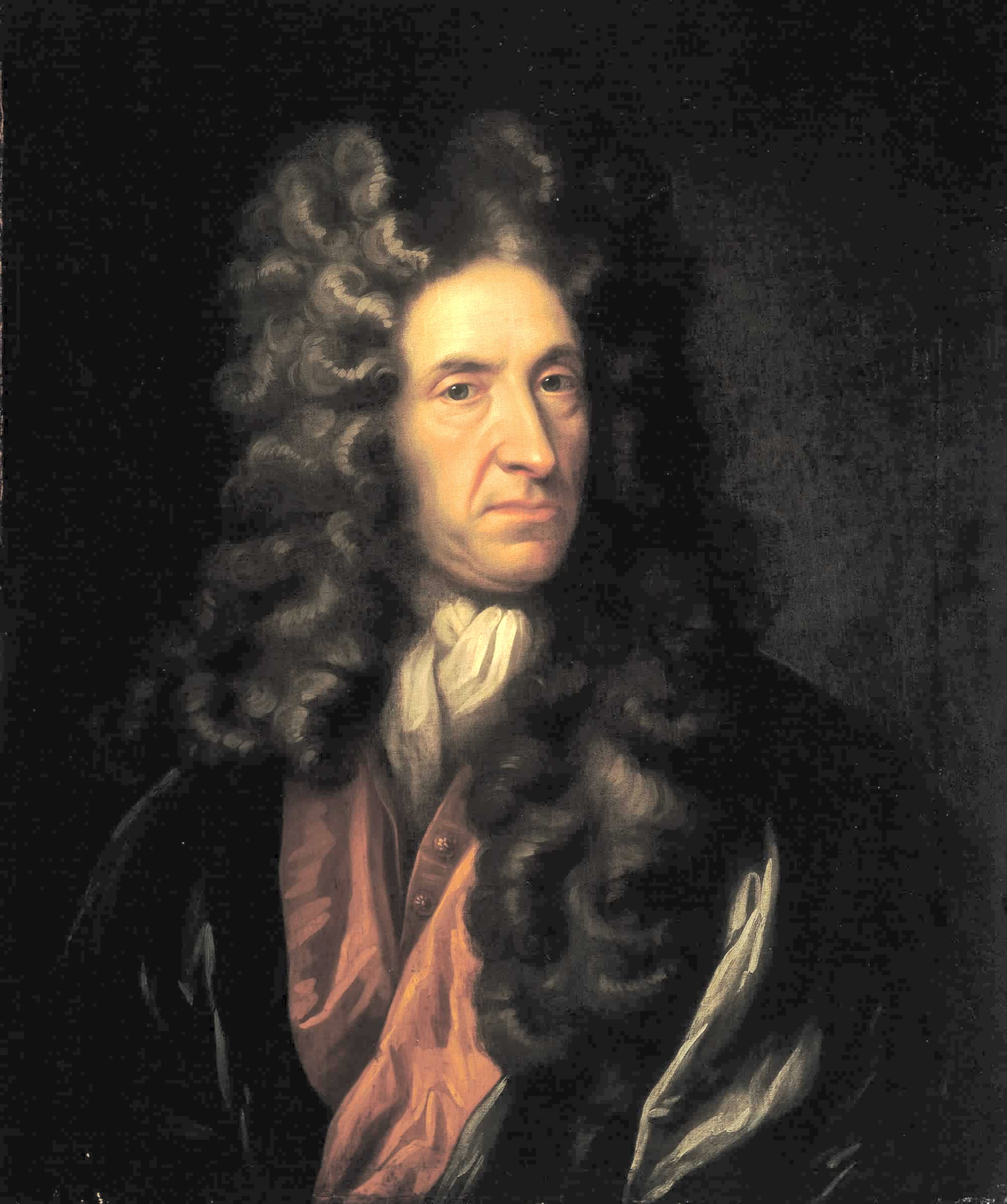
Retrato de Daniel Defoe, de autor desconocido (Museo Marítimo Nacional, Londres).

Un importantísimo precursor de la novela inglesa moderna es Daniel Defoe (c. 1660-1731). Gran conocedor de la vida, y conspicuo aventurero social y literario, Defoe es el creador, en su patria, de la novela de aventuras, y con él se estableció el realismo inglés. Éste se había originado en Nashe y Deloney; pero, al comparar las obras de estos autores con las de Defoe, se advierte el camino recorrido por la novela desde los isabelinos hasta el siglo XVIII. Defoe no considera la novela como obra de fantasía, sino como una relación de hechos. Es claro que no todo lo que cuenta la novela es verdad, pero debe amoldarse a la realidad y narrarse con la misma concreción que lo verdadero. La de novelista sería solamente una de sus actividades, y llegaría a ella al final de la vida, ya rico en experiencia. Defoe escribió Moll Flanders a los sesenta años, y en mitad de ese breve y extraordinario período (1719-1724) en que sacó a la luz, además de diversos opúsculos, tratados y biografías, Robinson Crusoe, Aventuras del capitán Singleton, Diario del año de la peste, El coronel Jack y Lady Roxana.
Moll Flanders es una gran novela de realismo picaresco, en la que se entrecruzan circunstancias sociales, morales, personales y educativas. En ella, de cara a los lectores Defoe vuelve a hacer mucho hincapié en que lo que cuenta no es ficción, sino una historia real: las confesiones de una destacada ladrona del siglo XVII. Moll comienza su vida en la cárcel y, después de una serie de matrimonios desastrosos, prácticamente termina allí también, pero buena parte del libro está dedicado a narrar su vida como mujer burguesa. Puede que Moll, con sus astucias, sus camelos, sus casorios y sus estafas, no sea la mujer perfecta, pero es una de las más perfectas, la primera que produce la literatura inglesa de ficción. Y es precisamente por el materialismo tan agresivo de esta mujer y por el carácter tan prosaico de la imaginación que Defoe vierte en el texto por lo que aprendemos tanto de la vida del XVIII, sobre todo de aquellos aspectos que los historiadores suelen omitir. Moll nos cuenta su propia historia a modo de confesión autobiográfica. Un material tan heterogéneo requería la inmediatez de la primera persona y la convincente unidad de tono que confiere la voz narrativa.
Nada refleja mejor el temple de este hombre que la voz llana y vigorosa de sus protagonistas. Todos ellos se asemejan y viven una misma aventura: hijos de ricos comerciantes o pobres huérfanos carcelarios, todos afrontan una vida en que la dureza de la coyuntura cotidiana solo es comparable a la infatigable intrepidez que los anima; y la repetida y casi bíblica desolación de quedar desnudos y solos frente a Dios y el mundo se convierte en una pausa trágica de la que sus fuerzas saldrán intactas e incluso acrecidas.
Todos los escritos de Defoe se distinguen por un estilo claro y nervioso, y sus obras de ficción por una minuciosa verosimilitud y una naturalidad de los sucesos que nunca ha sido igualada excepto tal vez por Swift, a cuyo genio el suyo se asemejaba, en algunos otros aspectos.
Uno de los novelistas más destacados de este período es Henry Fielding (1707-1754). Su obra novelística supone una oleada de frescor y una sensación de campo libre, comparada con la ordenación de la conducta, el sentimentalismo, la lentitud y la minuciosidad, y aún, a veces, la morbosidad detallista de la de Richardson. Como Richardson, Fielding contribuyó en gran manera a determinar la forma de la novela inglesa. Puede decirse que con Fielding la novela ha alcanzado la mayoría de edad. Creó uno de sus géneros más notables: el realismo de la clase media. Dotaría a aquella de una nueva concepción de la forma y haría de ella un arte digno de compararse con el arte pictórico de un Hogarth. En Tom Jones bosquejó uno de los personajes humanos más grandes de toda la literatura inglesa. El año 1740 vio la publicación de Pamela, de Richardson, que inspiró a Fielding la idea de una parodia, dando lugar así a su primera novela, Joseph Andrews. Construyó esta sátira invirtiendo la situación que se da en la novela de Richardson. Sin embargo, mientras los personajes, especialmente Parson Adams, se desarrollaban en sus manos, la idea original fue dejada de lado, y la obra adoptó la forma de una novela convencional. Fue publicada en 1742, y aunque compartía en gran medida las mismas cualidades que su gran sucesora, Tom Jones, su recepción, aunque alentadora, no fue extraordinariamente cordial. Joseph Andrews pretende estar escrita a imitación de la manera de Cervantes, y se han señalado también semejanzas con la Marianne de Marivaux y con Le roman comique de Scarron (ambas citadas por Fielding), pero la originalidad sustancial es innegable. En esta obra, el talento de Fielding llega con frecuencia a un grado tal de capacidad burlesca, que no pocas veces se tiene la impresión de encontrarse frente a una escena de Cervantes. Como Cervantes, Fielding no se encierra negativamente en la sátira; su novela Joseph Andrews rehúsa el código moral puritano y calculador expresado en Pamela, y adopta una generosa y desenvuelta actitud ante la vida. Es la actitud cervantina, que Fielding admiraba tanto, y que vendría a reflejarse tan eficaz y afortunadamente en Tom Jones, su obra más importante. Para cuando Fielding hubo culminado su segundo volumen, se había convencido a sí mismo de haber inaugurado una nueva manera de hacer ficción. El esquema que había ideado se adaptó felizmente a su talento para el humor, la sátira y, sobre todo, la ironía. Joseph Andrews tuvo un éxito considerable. Lo que Fielding pretendía con la novela era dar una visión panorámica de la Inglaterra del siglo XVIII, tal y como la veía, instalada en un contexto moral conservador, aunque tolerante y compasivo. Y esto es lo que iba a conseguir con su siguiente obra, la magnífica novela Tom Jones.
En efecto, fue su gran obra maestra, La historia de Tom Jones, expósito (1749), la que le otorgó un lugar entre los inmortales. No hay nada en toda su obra que pueda compararse a esta gran novela, planificada y ejecutada con tal cuidado que, aunque el argumento principal sigue la vida de Tom Jones a partir de la niñez, mantiene en vilo al lector hasta el momento último de la resolución de la acción. Las intrincadas relaciones entre el bien y el mal, el contraste entre los impulsos generosos de los que permanecen al margen de la sociedad y la gazmoñería y mezquindad de los aparentemente dignos, fueron cobrando tal intensidad emotiva en la conciencia de Fielding, que constituyeron el gran conglomerado vital de su segunda novela. Existe un consenso universal sobre el interés permanente de los tipos de personajes presentados, el profundo conocimiento de la vida y la percepción de la naturaleza humana, el humor genial, la amplia humanidad, la sabiduría del libro. La propia historia está bien elaborada, apareciendo en ella los más diversos elementos sociales. Pero si uno está preparado para enfrentarse a todo eso sin esfuerzo, y a no abandonar el tema principal, Tom Jones es un retrato profundo de lo que Fielding consideraba un hombre entero. La gran novela de Fielding fue popular desde el principio. Ningún resumen puede dar idea de la grandeza humana de Tom Jones, ni de sus cualidades estéticas y procedimientos críticos y estilísticos. Como visión de la vida, es una de las grandes novelas de la literatura universal; como compendio de crítica literaria, las ideas contenidas en las introducciones a los dieciocho libros, y los comentarios intercalados a lo largo de la obra, manifiestan verdadero conocimiento de lo que debe ser el género novelesco. Fue traducida al francés, alemán, español, neerlandés, ruso y sueco, y adaptada al teatro tanto dentro como fuera de su país.
En Tom Jones, Fielding prestó una mayor atención a la construcción y evolución de la trama, y condensó en su obra la flor y el fruto de sus cuarenta años de experiencia vital. No tiene, ciertamente, un personaje del nivel de Parson Adams, pero sus Westerns y Partridges, sus Allworthys y Blihls, poseen el inestimable don de la vida. No tiene pretensión de producir "modelos de perfección", sino retratos de humanidad común, tal vez más en bruto que pulidos, más naturales que artificiales, y su deseo es hacer esto con absoluta veracidad, sin defectos y deficiencias atenuantes ni disfrazados.
Sarah Fielding (1710-1768), hermana del anterior, publicó en 1744 su primera novela, Las aventuras de David Simple en busca de un amigo fiel. Ese mismo año, su hermano contribuyó con un prefacio a la segunda edición. Un tercer volumen de David Simple fue publicado en 1752. El propio Fielding, en el prefacio del David Simple, se atreve a decir que "algunos de sus toques podrían haber hecho honor a la pluma del inmortal Shakespeare"; y en su otro prefacio hace alusión a lo dicho por cierta dama que, muy lejos de dudar de que una mujer hubiera escrito David Simple, estaba convencida de que no podía haber sido escrita por un hombre.
El propio Samuel Richardson (1689-1761) estaba empezando su siguiente novela, Clarissa Harlowe, en 1744. Si en Pamela la virtud se ve recompensada, como indica el subtítulo, en Clarissa, or the History of a Young Lady (Clarissa o la historia de una señorita, 7 vols., 1747-48), la mejor obra de Richardson, se examina otra situación en un nivel social más elevado y en circunstancias que tendrán consecuencias muy distintas. Los cuatro primeros volúmenes, con un prefacio de Warburton, aparecieron en 1747, y los cuatro últimos fueron publicados a finales de 1748. Eclipsó a Pamela, y muy pronto le valió a su autor una reputación a nivel europeo.
Clarissa Harlowe es mucho mejor libro y puede que no se haya convertido en un clásico por ser tan extenso (unas dos mil y pico páginas). A pesar de la atrocidad, el tema es sencillo. Sin embargo, el cuidado y la minuciosidad en que se detiene parece implicar que a Richardson le gustaba hasta extremos que ni siquiera sería capaz de reconocerse a sí mismo.
Si nos centramos únicamente en la moralidad de Richardson, aun sabiendo que este es el rasgo más cacareado por él, nos perdemos el acendrado realismo y la perspicacia psicológica de que el autor es capaz. La familia de Clarissa, los Harlowe, son obras maestras del realismo: avaros, amigos de la coacción, ambiciosos.
En The History of Sir Charles Grandison (7 vols., 1753-54), Richardson se propone retratar un excelente ejemplo de caballerosidad masculina, sin lograrlo del todo. Y no es que Grandison no sea un personaje logrado. Pero Richardson tiene mejor pluma para esbozar personajes femeninos; por eso aquí el protagonismo acaba recayendo también en una mujer, Harriet Byron, cuya brillante figura hace palidecer a la del ejemplar caballero, que llegará a ser su marido. Charles Grandison tiene más estructura novelesca, más amplitud y movimiento, más elaboración argumental y más variedad que Clarissa y Pamela; pero todo esto no compensa otras carencias, y, en conjunto, la última obra de Richardson resulta menos valiosa que las dos primeras.
Tras la brillantez, la energía y la originalidad de estos tres padres fundadores (Defoe, Fielding y Richardson), llegó una generación de novelistas menos originales (con una excepción), mejores seguidores que rupturistas. Tobias Smollett (1721-1771), por ejemplo, toma de Fielding los fundamentos de la picaresca y escribe dos novelas trepidantes (Peregrine Pickle y Roderick Random), en las que tenemos que seguir las diversas aventuras que por tierra y mar viven los pícaros pendencieros que presenta como héroes. Si bien no aportó a la novela nada nuevo en cuanto a la forma, sí sería capaz de introducir un nuevo escenario en relatos sobre la mar. A diferencia de lo que encontramos en Fielding, no hay ningún punto de humanidad en los tipos grotescos que pueblan sus novelas; todos forman parte de la imagen que Smollett tiene del mundo, horrible e inútilmente brutal, y la agrandan. The Adventures of Roderick Random (1748) es su primera y más importante novela. Richardson había publicado su Pamela en 1740, y Fielding su Joseph Andrews en 1742. Sin embargo, cuando Smollett produjo los dos pequeños volúmenes de Roderick Random en 1748, le debió a estas obras poco más que el primer impulso. El método analítico de Richardson tenía escaso atractivo para él, mientras que se mostraba en su mayor parte insensible a las zalamerías literarias de Fielding, pues estaba incapacitado para las mismas. Prefirió adaptar a su propósito el método "picaresco" de Lesage, a quien, en el prefacio, admite con franqueza deberse. También cita Smollett a Cervantes con verdadera admiración. Inglaterra ha sido la nación que mejor ha sabido apreciar la obra y el humor cervantinos. Esta primera novela, que sería acogida con éxito, es la narración de la vida de un aventurero egoísta y sin principios, a quien, después de muchas peripecias, le llegan la felicidad y la fortuna sin que apenas haya puesto de su parte otra cosa que el mero hecho de vivir. Su encarecimiento de los "humores" de Ben Jonson y Shadwell se muestra muy marcadamente en su afición por el colorido grotesco, mientras que numerosos toques revelan la influencia de Swift y Defoe. El héroe de Smollett, como el Gil Blas, narra una vida de aventuras variadas, que experimenta en compañía de un criado; entra a servir a un médico y se encuentra con viejos compañeros de escuela, ladrones, desilusiones y, al final, una fortuna inesperada. Lo más original de esta novela es la pintura directa, basada en la experiencia personal, que Smollett hace de la marina inglesa y de la vida, en algunos aspectos brutal y repelente, en los barcos de guerra británicos de su época; también es original la incorporación a la obra del lenguaje coloquial y rudo de los soldados y marinos del siglo XVIII. La novela debe su regusto a sus estudios de personajes excéntricos.
Smollett publicó su segunda novela, Las aventuras de Peregrine Pickle (1751, 4 volúmenes), inmediatamente después de su regreso de un viaje a París en busca de materia literaria. Desde el principio gozó de un éxito inmenso, y fue inmediatamente traducida al francés. Al igual que su predecesora, era una serie de aventuras construida de manera imprecisa. Pero la facultad de caracterización excéntrica que hizo destacar a Roderick Random fue superada en Peregrine Pickle con el humorístico estudio de Commodore Trunnion, de quien la descripción de su muerte muestra las facultades de Smollett en su mejor momento. En The Adventures of Peregrine Pickle el protagonista es también un pícaro, que lleva una vida desordenada hasta que, finalmente, se casa con la virtuosa Emilia. Es increíble la buena estrella que acompaña a los aventureros de Smollett, los cuales, con tan escasos méritos, consiguen enamorar a mujeres encantadoras y casarse con ellas. El argumento de esta obra se desarrolla con toda vivacidad como el de la anterior; en ella se describen las crueldades que se practicaban en la Francia del antiguo régimen. Algunos de los personajes secundarios son más atractivos que el «héroe». Con estas dos novelas, Smollett agota sus experiencias personales; sus otras narraciones son manifiestamente inferiores.

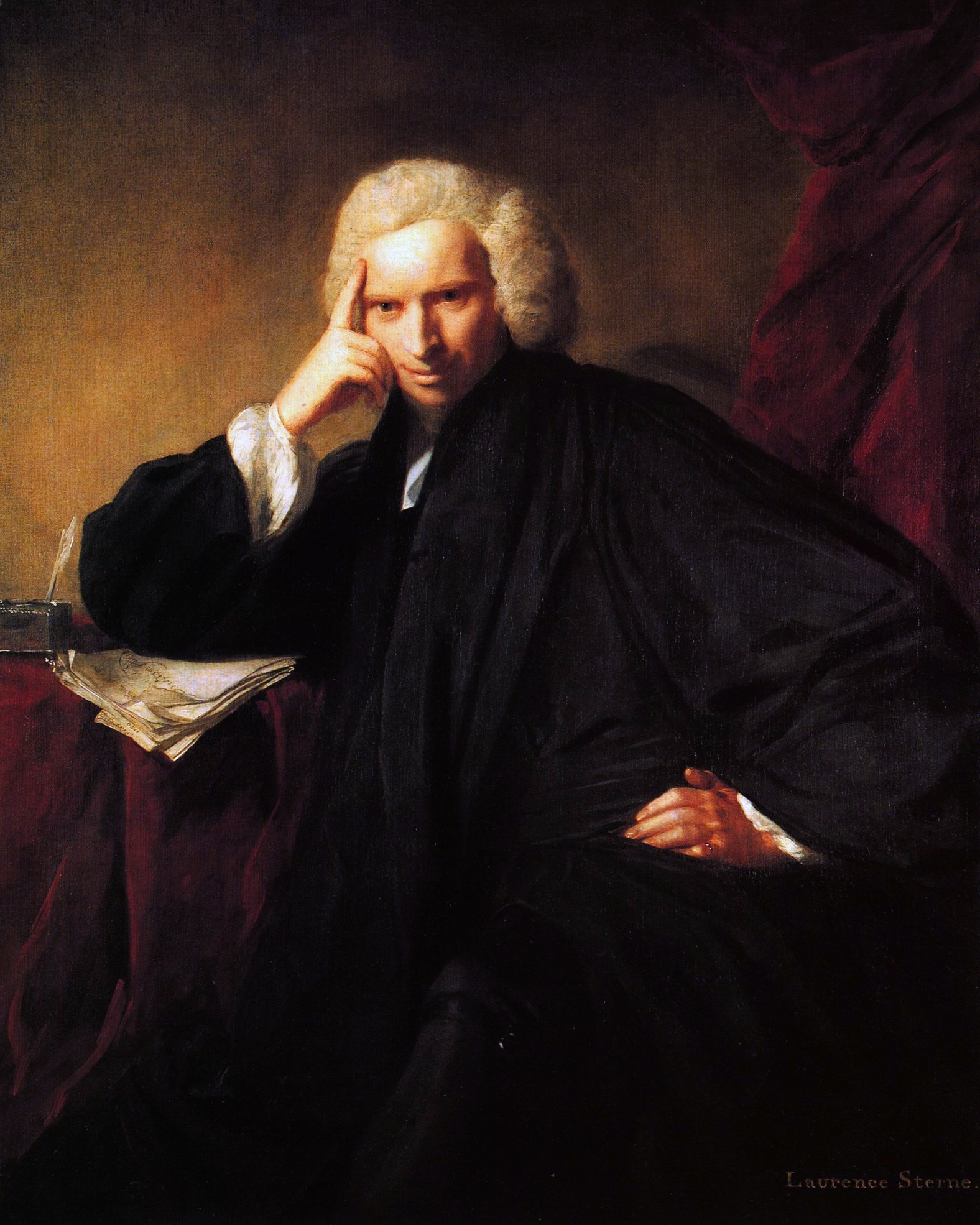
Retrato de Laurence Sterne (1760), obra del pintor inglés Joshua Reynolds (1723-1792).

Cuando ya la novela se halla estructurada de un modo definitivo, por obra de Richardson, Fielding y Smollett, aparece Laurence Sterne (1713-1768), dispuesto a romper el canon y convertir en escombros la forma conseguida. Sterne fue un escritor y humorista irlandés. Como novelista es el más extraño y el más diversamente interpretado de sus contemporáneos. Los modelos que tenía a la vista eran, entre otros, Rabelais y, sobre todo, su «querido Cervantes». Tomándolos como punto de partida y, sobre todo, activando el motor de su excéntrico ingenio, comenzó a escribir, aparentemente sin plan y sin método, y poniendo su confianza en Dios, su extraordinaria novela The Life and Opininions of Tristram Shandy, Gentleman (Vida y opiniones de Tristram Shandy, caballero). En 1760 aparecieron los dos primeros volúmenes de su famosa novela. Su peculiar y original estilo humorístico, su extravagancia, y quizás también su desafío a los convencionalismos, e incluso sus frecuentes faltas de decoro, lograron para ella una inmediata e inmensa popularidad. La novela se publicó inicialmente en la ciudad de York, y posteriormente en Londres. York quedó escandalizada por la indecencia del clérigo, e indignada por la caricaturización de un médico local (el Dr. John Burton) como el «Doctor Slop»; Londres quedó encantada con su audacia, su ingenio y su poderío gráfico poco convencional. Los volúmenes tercero y cuarto aparecieron en 1761, el quinto y el sexto en 1762, el séptimo y el octavo en 1765, y el último en 1767. En esos ocho libros, Sterne utiliza toda suerte de recursos, extravagancias, asociaciones mentales inesperadas, peculiaridades tipográficas, incidentes grotescos u obscenos, para crear una novela cómica que se sitúa a años luz de otras novelas similares. La narración, escrita en primera persona y con apariencias autobiográficas, es un conglomerado de episodios, de conversaciones y digresiones, de interesantísimas excursiones al campo del saber, expuesto en una síntesis desconcertante de períodos inacabados, caprichosas humoradas, originalísimas audacias tipográficas, impudicias y sentimiento.
La novela es un género que tiene fronteras muy amplias y suele admitir casi todas las modalidades de narración en prosa. De esta amplitud y flexibilidad se dieron cuenta en seguida los grandes y pequeños escritores del período, y algunos escogieron el camino de lo extravagante. Sterne no fue el único, pero sí el mejor; el destructor más constructivo y genial, una especie de Picasso de la novela. Sterne escribe para distraerse y divertir de paso a sus lectores, y, aparte la caricatura del médico de su pueblo ―católico y jacobita― y una oculta intención contra el malhumorado concepto de la vida que, según él, tenía Smollett, la obra no apunta contra nada ni contra nadie. Es una narración humorística y divertida; un libro burlesco sobre ciertas circunstancias y condiciones humanas, escrito por un humorista genial. Como novela, es algo sin precedentes, producto de una mente de originalidad extraordinaria.
Tristram Shandy es un libro divertido y disparatado, cuyo procedimiento estilístico tiende a demostrar, de un modo muy efectivo, que la organización literaria de los acontecimientos que se desarrollan en un marco armónico de tiempo y espacio, tal como suele presentarse en las novelas, no está en relación con el desorden de la mente humana, en la que no suele predominar la lógica, sino el absurdo divagar de la fantasía. En este libro, Sterne abre, hasta cierto punto, los horizontes de lo que pudiera llegar a ser la novela de James Joyce y Virginia Woolf, y apunta a la modalidad narrativa del monólogo interior, tan apreciada en el primer tercio del siglo XX. Sterne sigue siendo, como autor de Tristram Shandy, un delineador de la comedia de la vida humana frente a quien solo tres o cuatro escritores humorísticos, en cualquier lengua o de cualquier edad, pueden con razón reclamar prioridad. El tío Toby, el cabo Trim, el doctor Slop, el señor y la señora Shandy, Obadiah y la viuda Wadman son parientes ―sin importar los grados de parentesco que puedan ser tenidos en cuenta― de Pantagruel y Don Quijote, de Falstaff y la nodriza de Julieta, de Monsieur Jourdain y Tartufo. Ningún escritor moderno ha mostrado un tacto más certero al transferir a su lienzo escenas domésticas triviales que solo la mano de un maestro puede revestir con un punto de interés.
Oliver Goldsmith (1728-1774) fue el último gran novelista del siglo XVIII inglés. Buen poeta y excelente dramaturgo, Goldsmith es uno de los personajes más adorables de la literatura inglesa, y uno de los que en sus escritos muestran más de sí mismos ―su humanidad, su humor brillante y espontáneo, y "el corazón más bondadoso del mundo"―. Su única novela, El vicario de Wakefield, fue publicada el 27 de marzo de 1766. Escrita en un estilo claro, lleno de humor y suavidad, sus páginas están impregnadas de intensa ternura y de un nobilísimo sentido humanitario. El éxito de esta obra maestra fue notable e inmediato, aunque su popularidad es ahora mayor de lo que fue al principio. The Vicar of Wakefield es una afortunada amalgama de las corrientes novelísticas anteriores. Su lectura predispone al reconocimiento de una filosofía providente, a la aceptación de la vida como un don y a la reconciliación con la naturaleza humana. Después de Swift y de Smollett, el libro de Goldsmith es el correctivo adecuado.
The Vicar of Wakefield es, en el fondo, un idilio; una amable comedia de la vida familiar y, aparte ciertas villanías, de la caridad humana. Es la pintura de unas personas buenas, cuya confianza en Dios y paz interior las resguarda de toda tempestad externa. En esta obra, el vagabundo solterón que fue Goldsmith consigue plasmar casi líricamente los consuelos de la vida familiar, de los que él ha carecido. La novela no es un reflejo de la realidad tal como era, sino como Goldsmith quería que fuese: el final dichoso es fruto de los buenos deseos del autor. La vida no suele ser así. Los primeros capítulos poseen toda la dulzura de la poesía pastoril, junto con toda la vivacidad de la comedia. La última parte de la historia es indigna de la inicial. A medida que nos acercamos a la catástrofe, los despropósitos tienden a ser más y más espesos, y los destellos de jocosidad se vuelven cada vez más raros.

## Época georgiana
Los primeros años del siglo XIX destacaron tanto por sus poetas como por sus novelistas y, además, fue un periodo en que casi todos, tras una etapa baldía para la ficción, intentaban hacer algo nuevo.
Por alguna razón, la novela es la forma literaria en la que la mujer ha competido con el hombre con mayor éxito, y la novela del futuro puede ser que le incumba más a la mujer que al hombre.
Jane Austen (1775-1817) fue una de los novelistas más destacados del siglo XIX, cuya aportación a la novelística inglesa es también de suma importancia. Influida por Fanny Burney, pero de calidad superior a ella, Jane Austen produce en su línea las obras más acabadas de la novelística inglesa. De mucha mayor categoría que los escritores góticos y solo comparable a Scott, que la elogió sinceramente, Jane Austen cae fuera del ámbito romántico por su sereno realismo, su objetividad, su equilibrada actitud ante la vida, la armónica estructura de sus obras y su estilo natural, de tendencia clásica. El esbozo de novela familiar y epistolar cultivada por Fanny Burney, pasa a ser una creación auténtica en manos de esta exquisita miniaturista de la vida cotidiana.
El realismo y la claridad con que Jane Austen se aproxima a la vida y a las posibilidades que esta ofrece, su idea de que las personas tenemos que sacar el máximo partido de un destino hostil y de que si tomamos decisiones absurdas debemos soportar lo irremediable, confiere a sus novelas un tono muy distinto del que anteriormente daban los poetas románticos, para quienes la vida era un todo o nada, placer o suicidio. Ha sido en nuestra época cuando Jane Austen se ha convertido en un clásico, y se la admira por su ingenio, por su sensatez y por la penetración con que describe los personajes y las relaciones sociales.
Austen se centra en la nobleza rural inglesa: en alguna ocasión incluye temas o personajes próximos a la aristocracia y rara vez traspasa la frontera inferior de la clase media. Por ejemplo, en su obra los criados no suelen alcanzar voz individual.
Aunque llevó una vida tranquila y sencilla, Austen vio lo suficiente de la sociedad provinciana de clase media como para encontrar un fundamento sobre el cual poder cimentar sus facultades dramáticas y humorísticas, y tal era su poder de observación escrutadora y su imaginación comprensiva que no hay en la ficción inglesa representaciones más fieles de la vida que ella conoció que las que tenemos en sus novelas.
No se siente atraída por el pasado ni por lo misterioso, como Scott y los novelistas góticos, ni tampoco por el panorama que el presente desplegaba ante sus ojos: los acontecimientos históricos que trastornaban la Europa de su tiempo no dejan huella en sus novelas. Literariamente, el moralismo de Richardson la tiene sin cuidado, y su actitud contra el sentimentalismo romántico es irónica. Es una artista ponderada y fría, dotada de una facultad de observación precisa, robustecida a fuerza de vocación y de disciplina. No puede darse nada más libre de romanticismo que sus novelas. Esta curiosa anomalía puede explicarse en parte por el hecho de que en general son muy anteriores al año de su publicación. Orgullo y prejuicio, su obra más conocida, si no la mejor, fue también la primera. Fue escrita entre octubre de 1796 y agosto de 1797, aunque tal fue la ceguera de los editores que no sería publicada hasta 1813. Sentido y sensibilidad fue escrita con el título de Elinor y Marianne hacia 1792 y rehecha en 1797-98; se publicaría en 1811, ya con el título definitivo. Orgullo y prejuicio también llevó primero otro título, el de Primeras impresiones. Pero deben mucho más al talento autocrítico de la autora, que determinó su estilo sin la menor referencia a ninguna escuela. Su impulso inicial fue, no obstante, la desdeñosa aversión al estilo de otras novelistas, al sentimentalismo que Sheridan encarnó en Lydia Languish, y a las fantasmagorías de Los misterios de Udolfo.
Sus tres libros restantes pertenecen a una fecha posterior: Mansfield Park, Emma y Persuasión, que fueron escritos entre 1811 y 1816.
Cuatro de sus seis novelas ―Sentido y sensibilidad (1811), Orgullo y prejuicio (1813), Mansfield Park (1814) y Emma (1816)― fueron publicadas de forma anónima en vida de la autora; Persuasión, terminada en 1816, aparecería unos meses después de su muerte, cuando se divulgó el nombre de la autora. La fuerza de Austen como escritora radica en la delineación de los personajes, especialmente de las personas de su propio sexo, mediante una serie de minuciosos y delicados toques que surgen de los incidentes más naturales y cotidianos de la vida de las clases media y alta, de las cuales están generalmente extraídos sus temas. Sus personajes, aunque de tipos bastante ordinarios, están trazados con una firmeza y una precisión tan maravillosas, y con detalles tan significativos como para conservar su individualidad absolutamente intacta a lo largo de todo su desarrollo, y nunca están teñidos de la propia personalidad de la autora. Su visión de la vida es genial en general, con un fuerte toque de sátira suave pero perspicaz: rara vez y ligeramente apela a los sentimientos más profundos. El genio de Miss Austen tuvo escaso reconocimiento en vida de la autora.
A pesar de que Orgullo y prejuicio es la novela que en el imaginario popular está más íntimamente asociada con el nombre de Miss Austen, tanto Mansfield Park como Emma resultan ser mejores logros ―a la vez más maduros, más ricos y más elaborados―. Pero el hecho de que Orgullo y prejuicio sea más resuelta, que la historia de amor de Elizabeth Bennet y Darcy no solo pertenezca al libro, sino que sea el libro (mientras que la historia de amor de Emma y Mr. Knightley y la de Fanny Price y Edmund Bertram poseen flujos paralelos), le han dado a Orgullo y prejuicio su popularidad por encima de las otras entre los lectores que están más interesados por el curso del romance que por la exposición de caracteres.
Ningún otro novelista se ha preocupado tanto por la comedia trivial cotidiana de la insignificante vida familiar provinciana, desdeñando por igual la ayuda que ofrecen la pasión, el crimen y la religión.
Su clara mirada percibía los más pequeños movimientos y los expresó en una prosa lúcida, fría y "subirónica". Su autor favorito era Richardson, y al principio se inclinó a usar la forma epistolar. Hay en su técnica una hábil economía que obtiene de cada recurso los mayores efectos, junto con una riqueza de recursos que siempre producirá sorpresas. La juguetona ironía que desplaza a la emoción romántica revela poco a poco la evidencia de un valor más permanente; la sublime mediocridad de su estilo pasa sin cesar y con ligereza de la insinuación amable a la tranquila seriedad, navegando hábilmente entre la farsa y la tragedia.
Jane Austen tenía una concepción de la vida totalmente realista; sin sentimentalismos, sin tiempo para excesos afectivos. Aunque traten del amor y del matrimonio, sus libros no producen efectos de cálida brillantez o momentos de elevación poética. Hace honor a los valores neoclásicos de moderación, dignidad, control afectivo y sensatez, vertiendo su aguda ironía sobre los descalabros amorosos. Fue una voz que late en solitario en la época de Byron y Shelley.
Maria Edgeworth (1767-1849) obtuvo notable éxito con Castle Rackrent, donde narra la decadencia de una familia de la nobleza irlandesa, vista por su criada Thady Quirk; obra original, que abre la novela a nuevos ámbitos sociales y geográficos y con una inteligente utilización del punto de vista narrativo. Fue publicada de forma anónima y escrita sin la colaboración de su padre, con quien había escrito conjuntamente un ensayo pedagógico que fue publicado en 1798.
John Galt (1779-1839) encontró su verdadera vocación en las novelas sobre la vida rural escocesa, y su fama descansa en Los legatarios de Ayrshire (1820), Los anales parroquiales (1821), Sir Andrew Wylie (1822), The Entail (1824) y The Provost (1822), un cuadro del carácter escocés. The Ayrshire Legatees (Los legatarios de Ayrshire) fue el primer éxito literario de Galt. Sigue la línea del Humphry Clinker. The Annals of the Parish (Los anales parroquiales) es una obra absolutamente original. Había sido comenzada en 1813, y el éxito de Los legatarios de Ayrshire impulsó su finalización y publicación. Se trata de un admirable cuadro de la Escocia rural, y la perspicacia, la sencillez y la piedad del supuesto narrador resultan magistrales. Es considerable su valor como contribución a la historia social de la Escocia occidental. Sir Andrew Wylie fue la más popular de sus novelas en Inglaterra.
Galt también escribió The Omen (1825), elogiada por Scott en el Blackwood's Magazine, y Last of the Lairds (El último terrateniente, 1826). Galt residió durante un tiempo (1826-29) en la colonia británica de Canadá y, tras su regreso, su primera obra fue Lawrie Todd, o The Settlers in the Woods (Lawrie Todd, o los colonos de los bosques, 1830), que contiene algunos esbozos gráficos de la vida de los colonos en América. En 1831 publicó una novela, Bogle Corbet, o los emigrantes. En 1832 aparecieron: The Member, una sátira sobre los traficantes burgueses y el politiqueo; The Radical, secuela de la anterior; y la novela Stanley Buxton, o los compañeros de escuela.
Catherine Gore (1799-1861) publicó en 1824 su primera novela, Theresa Marchmont, o la dama de honor. Después vino The Lettre de Cachet en 1827. No fue sino hasta 1836 cuando apareció su siguiente novela, titulada Mrs. Armytage, o la dominación femenina. Por aquel entonces lanzaba al mercado año tras año varios volúmenes. En 1841 se publicó Cecil, o las aventuras de un petimetre, que causó gran sensación. En ella se pone de manifiesto un considerable conocimiento de los clubes de Londres. Su siguiente y mejor novela, publicada en 1843, fue The Banker's Wife (La esposa del banquero), dedicada a su mentor, Sir John Dean Paul, baronet. Es un hecho curioso que en esta obra se describa a un banquero tan deshonesto como posteriormente demostraría ser el propio Paul. Muchas de sus novelas aparecieron de forma anónima. Sus escritos se caracterizan por una gran astucia en la inventiva, una animada sátira, una perspicaz percepción de los caracteres y una aguda observación de la vida. Su popularidad en aquella época fue enorme, y poseen un valor histórico como fiel representación de la vida y las ocupaciones de las clases altas inglesas durante un período concreto.
En el año 1822, John (1798-1842) y Michael Banim (1796-1874) concibieron la idea de escribir una serie de novelas que deberían hacer por los irlandeses lo que Scott había hecho por los escoceses en sus «novelas de Waverley». Hasta ese momento, los personajes irlandeses que habían aparecido en la ficción habían sido ridículos y grotescos. Había una riqueza de emociones, sentimientos y patriotismo irlandeses que hasta entonces no habían sido tocados ni representados, pero que los hermanos Banim comenzaron en ese momento a utilizar y explorar. En abril de 1825 apareció la primera serie de Tales of the O'Hara Family (Historias de la familia O'Hara), que lograron un éxito inmediato y rotundo. El primer título del ciclo, Crohoore of the Billhook, escrito por Michael, resultó ser una de las más populares de la primera serie de las O'Hara Tales. La segunda de estas historias, The Fetches, fue obra de John Banim, como también lo fueron John Doe o The Peep o' Day, con excepción del capítulo inicial.
Al año siguiente (1826) se publicó una segunda serie, que contenía la excelente novela irlandesa The Nowlans, una poderosa aunque dolorosa historia escrita por J. Banim. A pesar de su maltrecha salud, éste siguió trabajando, produciendo The Disowned y otras historias para la segunda serie de las O'Hara Tales. Por su parte, Michael Banim viajó por el sur de Irlanda con el fin de suministrar los detalles históricos y geográficos para la novela de su hermano The Boyne Water (1826).
John Banim ha sido llamado «el Scott de Irlanda». Delineó el carácter nacional de una manera sorprendente, y sus cuadros del campesinado irlandés pervivirán sin duda durante muchas generaciones. Un ejemplo de la enérgica forma de escribir característica de ambos hermanos, lo proporciona la historia de The Croppy, que relata el alzamiento de 1798. The Croppy (1828) es difícilmente igualable a las historias anteriores, aunque contiene algunos pasajes maravillosamente vigorosos. The Denounced (1830), The Smuggler (1831), The Ghost-Hunter and His Family (1833) y El alcalde de Windgap (1835) siguieron en rápida sucesión y fueron acogidas muy favorablemente.
Se ha hecho plena justicia a las facultades realistas de Banim, reconociendo un crítico inglés que unió la verdad y la acumulación de detalles de Crabbe con el oscuro y melancólico poder de Godwin; mientras que en el conocimiento del carácter, los hábitos, las costumbres y los sentimientos de los irlandeses, era superior incluso a Miss Edgeworth o Lady Morgan. Como delineador de la vida en las clases superiores de la sociedad, Banim fracasó de modo sobresaliente; su fuerza reside en sus vigorosos y característicos esbozos del campesinado irlandés, y estos tienen en sus claroscuros algo de la amplitud y los fuertes efectos de Rembrandt.
El verdadero lugar de los Banim en la literatura debe ser estimado a partir de los méritos de las Historias de O'Hara; sus últimas obras, aunque de una aptitud considerable, en ocasiones resultan prolijas y están marcadas por una imitación demasiado evidente de las «novelas de Waverley». Las Historias, no obstante, son obras maestras de trazo fiel. Las fuertes pasiones, las luces y sombras del carácter campesino irlandés, rara vez han sido representadas tan hábil y fielmente. Los episodios resultan chocantes, en ocasiones incluso horribles, y los autores han sido acusados de forzar los efectos melodramáticos. El lado más luminoso y más jubiloso del carácter irlandés, que tan fuertemente aparece en Samuel Lover, recibe escasa atención de los Banim.

## Época victoriana
La novela victoriana de carácter realista deriva de Richardson, Fielding y Jane Austen, sobre todo de los dos últimos, y en su primera etapa está representada por Thackeray y Trollope, novelistas tan notables, que en ciertos aspectos se pueden alinear con Dickens.
Las heroínas de las novelas, de las que la mujer burguesa era gran consumidora, se ajustaban al estereotipo de lo femenino: su objetivo, el final feliz, era el matrimonio y si el personaje de la ficción osaba desviarse de esta conducta y ejercitar la sexualidad fuera del matrimonio, su destino era la expiación de la culpa por la vía del sacrificio, lo que a menudo significaba la muerte. Habrá que esperar a finales de siglo para que esta situación comience a cambiar de forma sustancial a impulsos de la toma de conciencia de la mujer en un contexto más propicio a su participación en la vida profesional y pública, pero también conviene tener en cuenta que las ideas sobre la separación de esferas, la vida doméstica y la feminidad no consiguieron implantarse con la misma facilidad fuera de los círculos burgueses donde se habían originado y que incluso en éstos existieron fisuras y titubeos.
Los novelistas más relevantes de los que intentaron prescindir de incidentes sensacionalistas, falsas emociones y convenciones melodramáticas para captar los tonos vitales que experimenta la gente normal en su vida más cotidiana fueron George Eliot (1819-1880) y Anthony Trollope (1815-1882).
Tras comenzar en otros géneros, Frances Trollope (1780-1863) fue bien aconsejada para dedicarse principalmente a la ficción. Tremordyn Cliff apareció en 1835; en 1836 usó sus experiencias sobre la esclavitud americana en la poderosa historia de Jonathan Jefferson Whitlaw. En 1837 y 1838 aparecieron sus novelas más conocidas: El vicario de Wrexhill y La viuda Barnaby. Ambas ejemplifican su poder para la comedia pura, y confirman la crítica según la cual cuanto más alejados estén sus personajes del ideal de refinamiento, mayor será el éxito de la autora con ellos. Es este especialmente el caso de La viuda Barnaby, un poderoso retrato de una mujer completamente burda y ofensiva, pero tan graciosa que la ofensa se olvida con la diversión. En cuanto a El vicario de Wrexhill, el libro es un vigoroso y humorístico embate contra la facción evangélica de la Iglesia, infiel a los hechos, pero no a la condena del agresor.
El éxito literario de Mrs. Trollope reside en el vigor de sus retratos de personas vulgares. Escribe no solo como una mujer sensata, sino como una mujer sensible. Como escritora, la circunstancia más notable en su carrera sea tal vez lo tarde que empezó a escribir. Puede haber sucedido, pero rara vez, que un autor destinado a una productividad prolongada y a cierta fama no haya tenido nada publicado hasta los cincuenta y dos años.
Henrietta Temple, publicada en 1837, se cuenta entre las tres mejores novelas de Benjamin Disraeli (1804-1881). En ella, en realidad, no hay mucha caracterización, excepto quizás en Glastonbury, el sacerdote católico. Pero la historia de los amantes es narrada con gran dulzura y belleza, aunque el autor no sea dado a tocar esos profundísimos acordes de la pasión que despiertan lágrimas y compasión.
Lo más destacado de la obra literaria del novelista norirlandés William Carleton (1794-1869) son sus relatos breves, pero también escribió varias novelas extensas, de las cuales la mejor es Fardorougha el avaro, o los convictos de Lisnamona (1837-38), una obra de gran poder. Fardorougha el avaro ha sido descrita como una de las obras de ficción más poderosas y emocionantes que se hayan escrito. En 1845 publicó una obra más elaborada, titulada Valentine M'Clutchy, el agente irlandés; o crónicas de la hacienda de Castle Cumber, una novela, de tendencia mitad política y mitad religiosa, que defendía el sacerdocio católico irlandés, y abogaba por la derogación de la unión. La obra fue ampliada en 1846 con la adición de Las piadosas pretensiones de Solomon M'Slime. Las maquinaciones de las sociedades secretas eran expuestas en Rody el vagabundo (1846).
La hambruna irlandesa proveyó a Carleton los materiales para su Black Prophet (El profeta negro), publicada en 1847. Fue seguida por Los emigrantes de Ahadarra y Art Maguire. En 1849 apareció The Tithe Proctor (El procurador de diezmos), cuya violencia hizo daño a su reputación entre sus propios compatriotas; y en 1852 The Red Hall, or the Baronet's Daughter, posteriormente reeditada bajo el título de The Black Baronet (El baronet negro). Algunas de sus historias posteriores, por ejemplo The Squanders of Castle Squander (1852), quedan desfiguradas por la masa de materia política con la que están sobrecargadas. Las últimas obras significativas de la pluma de Carleton fueron Willy Reilly y su querida Colleen Bawn (1855); El mal de ojo, o el espectro negro (1860); y Redmond, Count O'Hanlon, the Irish Rapparee (Redmond, conde O'Hanlon, el guerrillero irlandés, 1862).
Thomas Miller (1807-1874), poeta y novelista conocido como "el cestero", fue autor de más de cuarenta y cinco obras; las más importantes fueron: Royston Gower, o los días de John King, una novela en dos volúmenes (1838); Gideon Giles el cordelero (1840), una historia de la vida humilde que se hizo interesante por su veraz y vigorosa delineación; Godfrey Malvern, o la vida de un autor (2 volúmenes, 1842-43), que ofrecía las aventuras de una juventud rural que acudía a Londres en busca de fama y fortuna literarias.
El abogado galés Samuel Warren (1807-1877) fue autor de la célebre novela Ten Thousand a Year (Diez mil al año, 1839), que apareció originalmente en el Blackwood's Magazine. Warren albergaba ideas exageradas en cuanto a la importancia de su lugar en la literatura. El primer capítulo de Ten Thousand a Year apareció en el número del Blackwood's de octubre de 1839, e inmediatamente despertó un poderoso interés. Cuando la novela estuvo terminada y apareció en tres densos volúmenes en 1841, tuvo unas ventas enormes, fue traducida al francés, ruso y otros idiomas, y fue aplaudida en la Revue des deux mondes así como en las revistas inglesas. La bien construida trama gira en torno a la vigencia de ciertos títulos de propiedad, y están involucradas una serie de cuestiones legales. El manejo que de éstas hizo Warren fue criticado por expertos, y justificado por el autor en elaboradas notas en ediciones posteriores. Sus retratos jurídicos eran declaradamente caricaturas, y los críticos se quejaron de su tosca elaboración, de la banalidad de la moralización, de la crudeza del patetismo, y de la farsesca extravagancia del humor; pero la astucia de los retratos farsescos ―Tittlebat Titmouse, Oily Gammon y Mr. Quicksilver (Lord Brougham)― estableció el libro como una de las novelas más populares del siglo.
Now and Then (1847) alcanzó rápidamente tres ediciones, y Warren fue "colmado de felicitaciones"; pero solo tuvo éxito en cuanto a la acogida. En su colosal vanidad literaria Warren se parecía a Boswell. Como escritor produce notables efectos por la fuerza acumulativa de pequeñas cosas bien hechas. En esto se asemeja a Anthony Trollope.
A finales de los cuarenta aparecieron nuevos autores que no se parecían en nada a Dickens, pero que también merecen lugares destacados: Thackeray, las Brontë y Mrs. Gaskell. De todos ellos Thackeray es quien más unido suele ir a Dickens y a finales de siglo el público más educado solía aclamarle como gran maestro. Sin embargo, esta idea se ha desvanecido. Hoy en día no faltan críticos que nos animan a investigar las obras completas de Thackeray, pero en general este autor ha pasado a la historia como creador de Vanity Fair (La feria de las vanidades) y poco más, lo cual puede que sea razonablemente justo.

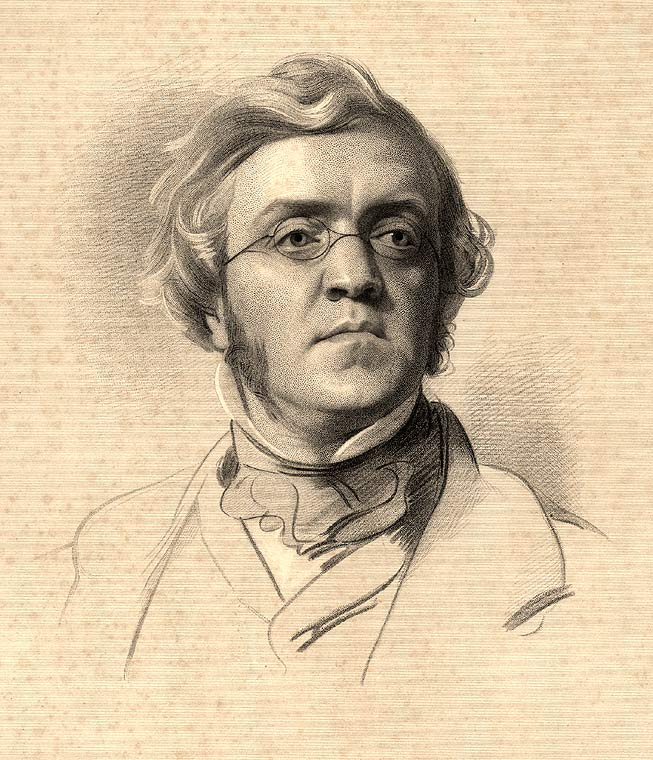
William M. Thackeray (1853): grabado sobre acero, obra de Samuel Laurence (1812-1884).

William Thackeray (1811-1863) fue en su momento el gran rival literario de Dickens. Reconocido por su estilo satírico, acerado y mordaz en el retrato de los personajes, y poseedor de un humor irónico y corrosivo y de un estilo realista y hábil en la estructura argumental, para diferenciarse de Dickens tendía a representar situaciones más de clase media que las características de su gran competidor. El ensimismamiento de Inglaterra queda demostrado con excepcional fuerza en el caso de Thackeray, que era por naturaleza un cosmopolita, pero cuya obra está tan absorta en la estructura de la sociedad inglesa que resulta casi ininteligible para los extranjeros. La producción de Thackeray es voluminosa, y lo que podemos llamar su obra completa supera los veinte volúmenes. Pero el auténtico Thackeray, el verdadero novelista, puede reducirse a media docena de títulos, tres o cuatro de los cuales dan la medida de sus posibilidades. En 1837 comenzó a colaborar en el Fraser's Magazine, en el que aparecieron The Yellowplush Papers, The Great Hoggarty Diamond, Catherine y Barry Lyndon, la historia de un estafador irlandés, que constituye una de sus mejores obras. Publicada por entregas en 1844, esta novela picaresca narra la vida y aventuras de un burgués bravo, despreocupado y ambicioso, que, de soldado y jugador, se convierte en un afortunado hombre de mundo, y en un momento de suerte consigue escalar la plataforma de la alta sociedad y casarse con la condesa de Lyndon. Barry Lyndon guarda, con un tratamiento muy diferente, cierta semejanza con Ferdinand, Count Fathom, de Smollett: el héroe es o se convierte en el más intolerable canalla, que es magníficamente inconsciente de su propia iniquidad. Todos los críticos posteriores han reconocido en este libro una de sus más poderosas creaciones. En franqueza y vigor el autor nunca la superó. En ese momento, no obstante, aún no había tenido éxito, no gustando el lector popular de la época de la compañía de un canalla ni siquiera ficticio. Su trabajo en el Fraser's, si bien fue apreciado en su justo valor por un selecto círculo, no le proporcionó un muy amplio reconocimiento: fueron sus contribuciones a Punch ―El libro de los esnobs y El diario de Jeames― las primeras que captaron la atención de un público más amplio. El libro de los esnobs ―inicialmente publicado por entregas entre 1846 y 1847 bajo el título Los esnobs de Inglaterra, según uno de ellos― consta de una serie de esbozos satíricos llenos de crítica despiadada hacia la hipocresía social de la clase media; si bien interesan más desde el punto de vista social y de la actitud personal del autor ante el fenómeno que desde el estrictamente literario, su éxito propició que fueran recopilados en formato de libro en 1848. Tuvieron un muy notable efecto, y puede decirse que hicieron famoso a Thackeray. Por fin había descubierto cómo llegar a oídos del público. El estilo era admirable, y la frescura y el vigor de los retratos pictóricos eran innegables.

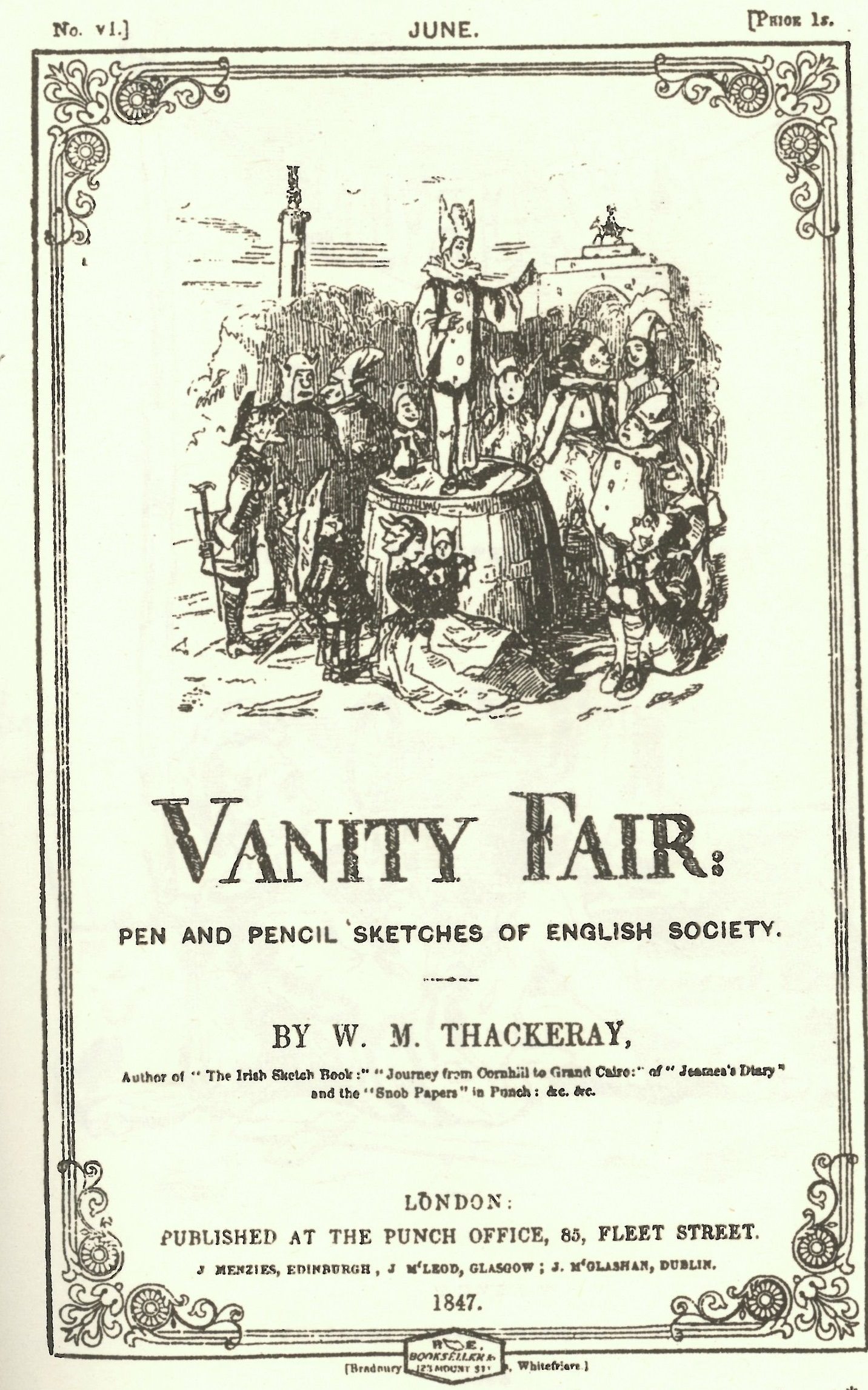
Portada de la sexta entrega de Vanity Fair: Pen and Pencil Sketches of English Society, impresa por Bradbury & Evans para la revista Punch (junio de 1847).

El punto de inflexión en su carrera, sin embargo, fue la publicación por entregas mensuales de Vanity Fair (La feria de las vanidades) (1847-48), la gran novela de Thackeray, obra importantísima de la literatura inglesa y universal, que vio la luz también en Punch. La primera impresión que nos causa Vanity Fair es la de estar ante un amplio lienzo vigorosamente animado. El libro ofrece una visión panorámica de la sociedad inglesa que vive entre 1812 y 1830, y se centra en los distintos grupos que constituían la sociedad educada. Nos movemos entre la aristocracia más refinada y los arruinados por bancarrota, pero el grueso del libro se vuelca sobre la nobleza rural, las nuevas clases urbanas, los oficiales del ejército, los relumbrantes seguidores de las modas. Es la primera de la serie de grandes novelas, y tiene méritos para que se la considere la mejor. Abarca un campo desacostumbradamente extenso de la naturaleza humana, y el personaje de Becky Sharp es verdaderamente notable. Ambientada en los años que siguen a Waterloo, la novela capta parte de la atmósfera de seguridad, de espíritu emprendedor y desenfado que surge tras la victoria y tras los correspondientes años de lucha y privación. Aunque los personajes se comporten de un modo repugnante o perverso, muestran una vitalidad y una despreocupación moral que nos impiden tachar al libro de cinismo o amargura. El criterio de Thackeray era realista, y su novela se apartaba de la ambientación romántica para reflejar de un modo más auténtico las realidades de la vida. Thackeray se propuso, pues, trazar un cuadro realista de la sociedad inglesa de su tiempo, preocupándose menos por presentar una solución moral que por evocar una imagen de la vida tal como él la veía. Aunque el panorama que presenta Thackeray parece estar lleno de truhanes, hipócritas y bobos, debemos destacar que en momentos críticos muchos de sus personajes saben comportarse de acuerdo con unos principios morales y afectivos superiores a los que podíamos imaginar. Esta extraordinaria obra le otorgó inmediatamente un lugar junto a Fielding a la cabeza de los novelistas ingleses, quedando sin ningún competidor vivo, a excepción de Dickens. Lo que sobre todo tiene Vanity Fair y lo que la distingue de las demás novelas de Thackeray es un soberbio efecto narrativo, que hace girar a hombres grandes y pequeños en torno a una historia de la que al final se sienten prisioneros. Este arrebato y esta energía es lo que echamos en falta en obras menos famosas, como Pendennis, Henry Esmond y The Newcomes.
Si en Vanity Fair Thackeray nos presenta un amplio cuadro social del mundo de su tiempo, en The History of Pendennis (1849-50) se propone describir la historia de un joven, sus momentos afortunados y sus desaciertos y, según manifiesta el novelista, «sus enemigos y su mayor enemigo», que es el protagonista mismo. Esta obra emula el Tom Jones, de Fielding, y el protagonista es un retrato del propio Thackeray, adecuadamente adaptado. El libro tiene más de autobiográfico que ninguna de sus novelas, y describe claramente la experiencia de los primeros años de Thackeray. De cualquier modo el libro es una transcripción de la vida real, y muestra tal vez tanto poder como La feria de las vanidades, con menos intensidad satírica. La historia de Pendennis mantuvo por completo la reputación del autor.
El defecto en cuanto a estructura de que adolecen otras de sus novelas anteriores lo corregiría en La historia de Henry Esmond (1852), una novela realista de ambientación histórica, situada en la Inglaterra de la reina Ana (principios del siglo XVIII) y centrada en los avatares de una familia de aristócratas católicos partidarios de la rama jacobita de los Estuardo. El libro muestra cuán profundamente se había embebido el autor del espíritu de los escritores del período de la reina Ana. Su estilo había alcanzado su máxima perfección, y su tierna sensibilidad le ha granjeado quizás más admiradores a este libro que a las más poderosas y más austeras realizaciones del período anterior. En Esmond prodigó Thackeray su incomparable conocimiento de la literatura y la vida inglesas de la época de Marlborough y de Addison. La impresión de la Inglaterra de la reina Ana es viva y perfecta. Esta obra constituye un caso aparte entre las novelas de Thackeray; si no es la mejor, es la más perfecta en estructura y estilo, y una de las novelas históricas inglesas más valiosas. En ella, Thackeray nos ofrece una vivísima pintura de la sociedad inglesa de principios del siglo XVIII. La novela tendría continuación en Los virginianos: un relato del siglo pasado, escrita después de los viajes de Thackeray a Norteamérica. Esta obra, que, pese a contener un buen trabajo, se ha considerado generalmente que muestra un declive en comparación con sus dos inmediatas predecesoras, vio la luz entre 1857 y 1859.
Con The Newcomes, Memoirs of a most Respectable Family (1854-55), Thackeray vuelve al campo de Vanity Fair, que es el suyo, y crea una tragicomedia de carácter social que es una poderosa descripción de la clase media, en la que el autor despliega una incomparable maestría. La historia de Pendennis y The Newcomes tienen demasiadas digresiones largas como para alcanzar la fuerza de los planteamientos que aparecen en La feria de las vanidades, pero en ellas Thackeray continúa demostrándonos su arte en la presentación de las escenas y de ciertos personajes. Durante sus últimos años, su quebrantada salud, y una susceptibilidad que le hacía profundamente sensible a las críticas, favorecieron, sin duda, la tendencia a lo que a menudo se ha llamado superficialmente su visión cínica de la vida. Poseía una ironía inimitable y una capacidad para el sarcasmo que podía quemar como un rayo, pero esto último iba casi invariablemente dirigido contra lo que es inferior y aborrecible. Con respecto a la debilidad humana es indulgente y a menudo tierno, e incluso cuando la debilidad deriva en maldad, se muestra justo y compasivo. Más delicado que Dickens en la exposición de los sentimientos, Thackeray es un novelista cuya profunda sensibilidad se oculta bajo su ironía; su método reflexivo, en el que sigue la línea de Fielding, es un realismo intelectual que aplica a su interpretación artística de la vida. Nunca fuerza el tono ni arremete con furia o sentimentalismo. Crea personajes y escenas dignas de Dickens, pero dentro de un rango menor y sin la misma abundancia. La tragedia está fuera de su órbita, pero es un maestro del pathos, uno de cuyos ejemplos más hermosos en todas las literaturas es el relato del fin del buen coronel Newcome. Los capítulos de sus novelas empiezan muchas veces con reflexiones formuladas en un tono de sabiduría mundana, que a unos lectores les molestan y a otros les resultan aburridas. Observó la naturaleza humana "de manera constante y en su totalidad", y la retrató con pulso ligero pero seguro. Fue maestro de un estilo de gran distinción e individualidad, y ocupa un lugar entre los más grandes novelistas ingleses.
Lady Georgiana Fullerton (1812-1885) comenzó su carrera literaria a la edad de treinta y dos años con la publicación de Ellen Middleton, una novela que había sido previamente elogiada por Lord Brougham y Charles Greville. En 1847 publicó su segunda historia, Grantley Manor, que muestra un avance en el estilo y en la delineación de personajes con respecto a su obra anterior. Fue seguida en 1852 por Lady Bird y en 1864 por Demasiado extraño para no ser verdad, la más popular de todas sus obras, que describe la vida de un emigrante francés que, casi reducido a la pobreza, obtiene a duras penas un escaso medio de subsistencia en los bosques de Canadá.

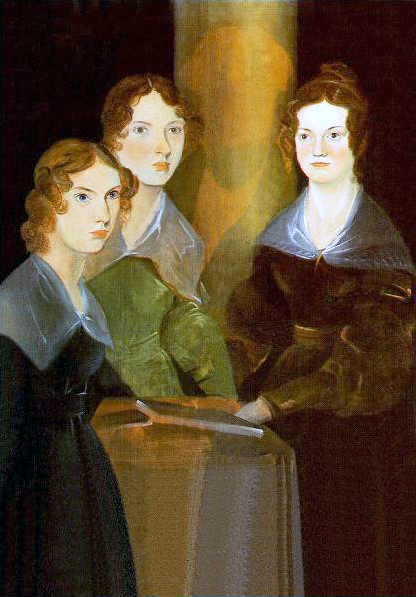
Las hermanas Brontë (Anne, Emily y Charlotte) retratadas por Patrick Branwell Brontë (c. 1834)

El desarrollo de la novelística inglesa a partir de Thackeray avanza hacia una pintura cada vez más realista y acabada de la vida interior. La exploración del corazón y la conciencia humanos en relación con los nuevos problemas de la época había quedado casi abandonada por la novela desde los tiempos de Richardson. Correspondía a la mujer tratar de resolver estas cuestiones y, con la ayuda de una imaginación poderosa, proponer conclusiones muy diferentes. En este punto, las novelas de las hermanas Brontë marcan un jalón importante y aportan un elemento subjetivo de primer orden. Se trata de la presencia del yo romántico en la novela inglesa. Las novelas de las hermanas Brontë son como un grito de libertad emotiva y espiritual de la mujer en el seno de la sociedad victoriana. Lo romántico de las apesadumbradas vidas de las Brontë da colorido a Jane Eyre, a Cumbres Borrascosas y a Villette; sus obras son inseparables de sus historias hasta un punto del que quizás apenas seamos conscientes.
Lo que vinculó a la familia con el público fue el éxito que obtuvo Charlotte Brontë (1816-1855) en 1847 con Jane Eyre, novela que durante todo el siglo siguió siendo la más famosa de las que escribieron las Brontë. La vida de Charlotte Brontë es una vida triste ―la de sus hermanas fue aún peor―, que solo se abrillanta al trasluz de su producción novelística. Quizá fue la infelicidad, como en otros muchos casos, el motivo que la impulsara a escribir. Su obra es esencialmente autobiográfica, y obedece al deseo de expresar lo que hasta entonces se había tendido a silenciar en la novela. Su gran innovación consiste en lanzar a una protagonista corriente, más bien poco agraciada, sin nada más que su carácter y su corazón, en rebeldía contra los convencionalismos sociales y culturales que le impiden vivir más plenamente la propia existencia. Las novelas de Charlotte Brontë tienden, en efecto, a exponer el tema de la plenitud de la vida, de la realización personal.
Charlotte Brontë tenía la convicción de que el mutuo amor apasionado entre un hombre y una mujer es sagrado y crea en el mundo un núcleo de vida, energía y júbilo sublimes. Su talento literario es más difuso que el de sus hermanas, pero lo conservó en varias novelas. En ellas une escenas de su propia vida, en Yorkshire y en la escuela de Bruselas, con las experiencias mucho más ricas y más románticas que ella misma imaginaba. De esta manera, puede muy bien afirmarse que su obra posee una base real, pero va mucho más allá de ello, hasta alcanzar el mundo de los deseos. El profesor fue su primera novela escrita, si bien no se publicó hasta después de la muerte de la novelista (1857). Terminada en 1846, es un intento primario de someter a forma artística sus experiencias en el pensionado de señoritas de Madame Héger de Bruselas. El tema de esta novela también sería tratado con gran maestría en Villette (1853).
Todas las novelas de Charlotte responden a una técnica poco convencional, por lo que suelen estar sometidas a críticas. La primera novela que publicó Charlotte Brontë fue Jane Eyre (1847), obra desigual y melodramática, con páginas de gran calidad y de intimidad profunda; tuvo un éxito inmediato. La novela, que tiene aspectos estructurales dickensianos, constituye una revelación del carácter y la personalidad de la escritora y presenta los elementos que determinaron su concepción del mundo. Lo más impresionante de esta novela es la manera con que la autora mezcla los elementos más diversos, extraídos de lo que ha leído y de la poca experiencia novelística que tiene, con un tono singularmente personal. Podemos detectar la influencia de Scott, de los novelistas góticos, de Byron, del realismo francés; podemos rastrear las horribles vivencias infantiles que tuvo Charlotte en el colegio de Cowan Bridge, y la desesperada necesidad sexual que la atenazaba. Sin embargo, todo ello aparece mezclado entre sus páginas de una manera que las hace inconfundibles. A la hora de describir a la protagonista utiliza una serie de recursos que en otras manos resultarían melodramáticos, crueles o simplemente ridículos. Jane Eyre sobresaltó a las remilgadas camarillas por el indisimulado ardor de sus pasajes amorosos. Fue un libro revolucionario desde el momento en que Charlotte aboga explícitamente por la sexualidad femenina y por los derechos de la mujer. Esos son los hitos que marcan sus libros, hitos que van más allá de lo literario.
Shirley, la menos melancólica de sus historias, fue publicada el 26 de octubre de 1849. Esta su segunda novela, ofrece aspectos del ambiente social y económico del último periodo napoleónico, cuando la industria lanera del condado de York sufrió un colapso debido al cese de la exportación por causa de la guerra. La acción tiene lugar en Yorkshire, alrededor de los años 1810-15. En esta obra vemos contrapesada la pasión verdadera y su simulacro, encarnadas en un grupo de personajes bien concebidos que se destacan sobre un fondo muy exacto del Yorkshire. La protagonista es el retrato de Emily Brontë vista por Charlotte, un retrato que habría sido veraz si Emily se hubiera encontrado en las circunstancias de Shirley, lo cual no sucedió nunca ni remotamente.
Villette (1853) es una interpretación imaginativa de los años que pasó Charlotte en la escuela de niñas de Bruselas y de sus ilusiones y fracasos sentimentales. En la novela se atenúa la aspereza de la vida, y el fracaso amoroso no aparece totalmente desvelado. Es una novela de realismo subjetivo, caracterización y pasión; supone la revelación de las intimidades de una mujer en el curso de una vida normal, más bien monótona, como tantas vidas, ya que lo brillante y heroico suele ser excepcional. Mejor estructurada que Jane Eyre, no tiene los chispazos de esta, pero presenta mayor madurez y profundidad, y muestra a Charlotte Brontë en la cima de su capacidad novelística. La obra resulta en tan gran medida una reproducción literal de su propia historia personal que algunas de las personas descritas se quejaron de inexactitudes de escasa importancia, como si hubiérase tratado declaradamente de una narración de hechos reales. Una reproducción demasiado cercana de la realidad es, de hecho, su mayor debilidad artística.
En su única novela, Cumbres Borrascosas (1847), fruto en buena medida de su propia imaginación, Emily Brontë (1818-1848) creó un mundo violento y apasionado, que en ocasiones recuerda las turbulentas escenas de El rey Lear. Wuthering Heights sorprendió por su brutalidad, su dureza, por la valiente mirada que vierte sobre cuestiones que para otros escritores, para los que intentaban ajustarse a las demandas del público, constituían un tabú. En Wuthering Heights hasta el amor queda dibujado como violenta afinidad frente a la convencional pasión sexual, y no tiene nada que ver con la verbosidad sentimental de las primeras obras de Dickens, por ejemplo. Es un libro extraño y escabroso, perverso y elemental. Presenta pasiones retorcidas y explosivas, acrimonia y voluntariedad. Hay un intento de explotar el motivo del horror misterioso y de crear un personaje masculino byroniano. Emily Brontë, con honda intuición, muestra hasta dónde puede conducir una pasión contrariada y el desencadenamiento de emociones mal dirigidas. Obra apasionada, escrita en lenguaje exaltado y tenso, está llena del doble misterio representado por las ansiedades metafísicas de sus personajes principales y por los simbolismos incorporados en las dos mansiones en que se desarrolla la historia. La novela muestra una atmósfera particularmente violenta, enfermiza y sobrenaturalmente emotiva, y a unos personajes dominados por pasiones arrebatadoras.
Este relato extraordinario se desarrolla en un escenario particular, el de los páramos de Yorkshire, que aparecen descritos de manera memorable, sin necesidad de recurrir a extensas digresiones intercaladas en la narración (como suele pasar con Hardy), sino dejando caer expresiones en medio del diálogo, intensamente evocadoras, que hacen del paisaje una presencia constante, lo convierten en marco permanente de la acción. En nuestra época Wuthering Heights es la novela que mayor éxito ha conseguido de las que escribieron las hermanas Brontë. Ha conocido innumerables adaptaciones cinematográficas, dramáticas y televisivas; se han propuesto continuaciones de la novela; y también ha aparecido una canción basada en la relación que mantienen Heathcliff y Catherine. A la vista de todas estas versiones, debemos reconocer que Wuthering Heights no es la típica novela romántica; es un relato duro, trabajado hasta el más mínimo detalle, sobre la integridad moral.
El propósito de Emily Brontë en Wuthering Heights, aparte el primer objetivo que subyace en la volcánica explosión de una pasión reprimida, consiste en potenciar la libertad emotiva de una mujer ante una sociedad opresora, y fomentar la capacidad de la vida civilizada para absorber unas fuerzas aparentemente salvajes, pero al fin humanas, que son las que pueden transformarla, proporcionándole la energía renovadora.
Emily ha sido considerada por algunos críticos como la más competente de las hermanas. Su novela perdió popularidad por lo generalmente doloroso de su ambientación, por su desmañada construcción, y por la ausencia del asombroso poder de realización manifiesto en Jane Eyre. En lo referente al estilo resulta superior.
Las dos novelas que escribió Anne Brontë (1820-1849), sobre todo Agnes Grey, son miniaturas de carácter realista que reflejan las brutalidades, físicas y psicológicas, que esconde la respetable clase media victoriana. Anne es la menos conocida de las Brontë, porque empezó más tarde a crear el estilo que se ajustara a la naturaleza cotidiana de los asuntos que quería tratar. En ese sentido no debemos infravalorar la importancia que tuvo como puente entre Jane Austen y otros escritores realistas de los años cincuenta y sesenta. La hermana menor de Charlotte y Emily no tenía la fuerza intelectual de sus hermanas. Es autora de las novelas Agnes Grey (1847) y The Tenant of Wildfell Hall (La inquilina de Wildfell Hall, 1848). Ambas obras son interesantes; aunque no pueden compararse con las novelas de sus hermanas, amplían la visión de la vida enclaustrada que las Brontë llevaron en los rústicos parajes del condado de York donde estaba enclavada la rectoría de Haworth.
Mediada su carrera, y bajo la presión del código moral victoriano y el establecimiento de la estética realista, Edward Bulwer-Lytton (1803-1873) decidió reorientar su labor literaria. Habiendo experimentado algunas críticas bastante ácidas, cuestionando la moralidad de sus novelas, ensayó entonces un formato de ficción del que estaba determinado que no debería dejar resquicio alguno al recelo, y como resultado de tal determinación escribió un conjunto de novelas sobre la vida corriente y familiar: The Caxtons. A Family Picture (1849), My Novel, or Varieties of the English Life (Mi novela, o variedades de la vida inglesa, 1853) y What Will He Do with It? (¿Qué hará con ello?, 1858), presentadas a modo de memorias de la vida cotidiana, que siguen en parte, y respectivamente, la orientación de Sterne, Fielding y Dickens. En The Caxtons, publicada inicialmente de forma anónima, dio una prueba más de su versatilidad y sus recursos. Mi novela y ¿Qué hará con ello? fueron diseñadas para prolongar el mismo filón.
Lytton es uno de los autores sobre cuyos méritos los críticos nunca han estado de acuerdo con el público. Logró una inmensa popularidad frente a las generalmente hostiles críticas, y ni siquiera su éxito sirvió para conseguir un cambio completo de criterio. Algunas de sus cualidades, sin embargo, son incontestables. Ningún autor inglés ha mostrado más afán, energía, versatilidad, o menos disposición a caer en la dejadez. Su destreza estaba asociada con un intelecto muy agudo y versátil, un gran poder de observación, y una muy amplia apreciación de las diferentes escuelas de pensamiento y gusto. Su debilidad más obvia era la carencia de sinceridad espontánea. Sus personajes muestran más agudeza de observación que perspicacia imaginativa, y las historias, si bien la mayoría cuidadosamente diseñadas y construidas, muestran, no impulso creativo, sino un diestro manejo y una mirada ágil para el efecto dramático.
En sus obras, que suman más de sesenta, Lytton mostró una asombrosa versatilidad, tanto en la temática como en el tratamiento, pero no han conservado ―a excepción, tal vez, de la serie de The Caxtons― su inicial popularidad. Sus defectos son la artificialidad y el brillo forzado, y como regla general no deslumbran tanto por su ingenio como por su fidelidad a lo natural. Lord Lytton es el ejemplo perfecto del hombre de gran talento y escasa originalidad. Sin embargo, precisamente su versatilidad y su diversidad temática han llevado a menudo a la crítica a rebajarle su valor con demasiada precipitación, como si se tratase únicamente de un hábil imitador.
Dinah Craik (Dinah Maria Mulock, 1826-1887) es mayormente conocida como "la autora de 'John Halifax, caballero'" (1857), novela que la situaría en primera fila entre las mujeres novelistas de su tiempo. En 1849 había publicado su primera novela en tres volúmenes, The Ogilvies, que obtuvo un gran éxito. Fue seguida en 1850 por Olive, tal vez la más imaginativa de sus obras de ficción. El cabeza de familia (1851) y El marido de Agatha (1853), en las que la autora se sirve con gran efecto de sus recuerdos de East Dorset, estaban quizás mejor construidas y eran más eficaces como novelas, pero difícilmente poseían el mismo encanto. La obra por la que habría de ser principalmente recordada, John Halifax, caballero, es una muy noble representación del más alto ideal de vida de la clase media inglesa, que durante décadas se mantuvo audazmente al nivel de las obras de mujeres escritoras de la época, exceptuando a George Eliot. Su siguiente obra importante, A Life for a Life (1859), aunque muy buena novela ―mucho mejor remunerada, y tal vez en aquel momento más leída que John Halifax― estaba lejos de poseer el perdurable encanto de esta última. Mistress and Maid (Ama y criada, 1863), originalmente aparecida en Good Words, era inferior en todos los aspectos; y, aunque el declive fue parcialmente subsanado en Christian's Mistake (1865), sus novelas posteriores no eran muy a tener en cuenta.
La escocesa Margaret Oliphant (1828-1897) fue una escritora fecundísima y muy popular en su época. Sus padres eran devotos del movimiento de la Iglesia libre de Escocia, que tuvo lugar cuando Mrs. Oliphant tenía quince años, y las consiguientes discusiones estimularon sus facultades y tendieron a inspirar su primer libro, Pasajes de la vida de Mrs. Margaret Maitland (1849). Se trata de una obra sorprendente para una autora de veintiún años. A pesar del obstáculo que supone el dialecto de las Tierras Bajas, fue sumamente exitosa. Su humor, patetismo y penetración psicológica otorgaron a la autora de forma inmediata un lugar en la literatura. Caleb Field, su siguiente novela (1851), pasó relativamente inadvertida, pero Merkland, publicada el mismo año, fue un gran éxito, y sigue figurando entre sus mejores novelas. Cuatro novelas salidas de su pluma aparecieron sucesivamente en el Blackwood's Magazine: Katie Stewart (1853), Un corazón tranquilo (1854), Zaidee (1856) y The Athelings (1857).
Entre sus obras de ficción más conocidas están Adam Graeme (1852), Magdalen Hepburn (1854), Lilliesleaf (1855), El señor de Norlaw (1858), etc.
La mayoría de los novelistas insignes que no han alcanzado completamente el más alto rango han escrito ellos mismos, por así decirlo, en una forma que pasa por un período de aprendizaje antes de alcanzar un nivel que han conservado largo tiempo, y que culmina copiándose a sí mismos. La historia literaria de Mrs. Oliphant es diferente. Totalmente inexperta en la composición, comenzó con un libro que en gran manera nunca superaría, y el final de su carrera la encontró casi tan fresca como al principio. Sus grandes dones ―la inventiva, el humor, el patetismo, la facultad de poner vívidamente ante la vista personajes y escenas― difícilmente podrían haberse visto aumentados por cualquier cantidad de estudio, y ningún estudio podría haberle dado ese algo incomunicable que identifica al gran escritor. Se parecía a la George Sand del último período en su consumada facilidad productiva, pero nunca había conocido el momento de genio y entusiasmo de la francesa.

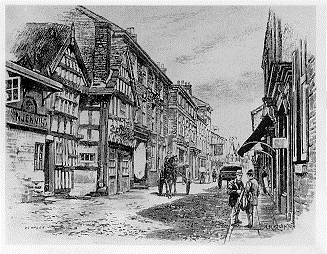
Ilustración de King Street (Knutsford, Cheshire), obra del acuarelista Alfred Robert Quinton (1853-1934). Knutsford inspiró la población rural de Cranford en la novela homónima de Elizabeth Gaskell.

Una excelente delineadora de los matices más delicados de la curiosamente distante sociedad provinciana de aquella época fue Elizabeth Gaskell (1810-1865), cuyas Cranford y Esposas e hijas alcanzan la perfección de una narrativa inglesa sencilla, natural y sin afectación. Gaskell está asociada a las hermanas Brontë por su Vida de Charlotte Brontë y también por el sabor norteño de sus obras. De su variada producción, dejando aparte sus novelas sociales, destacan sus recuerdos infantiles, sus recuerdos de la niña que creció en la pequeña ciudad de Knutsford, en los Midlands. Debido al éxito de Mary Barton, su primera novela, Mrs. Gaskell escribió para Household Words, el periódico dirigido por Dickens, su obra más popular, Cranford (1851-53), novela que sigue la tradición de Jane Austen. En esta obra, la novela más entrañable de las que escribió, describe con delicadeza la vida y el ambiente rural de un pueblo inglés ―Cranford, el equivalente a Knutsford― cuyos habitantes son casi todos mujeres solteras, a través de simpáticas viñetas que rezuman además grandes dosis de observación. Cranford está impregnada de tierno humorismo, de ironía suave, y transforma en aceptadora comedia los fracasos y desilusiones de la vida. La pintoresca y pequeña población rural de Knutsford suministró a Mrs. Gaskell los originales para sus cuadros de la vida en Cranford, y en el Hollingford de Esposas e hijas.
Ruth (1853) sigue una trayectoria parecida a Cranford, si bien en ella se abordan decidida y claramente problemas morales que estaban ausentes en el marco de esta última novela. Mrs. Gaskell se centró en un delicado tratamiento de la traición de una joven y su posterior liberación. Una vez más se nos presenta Knutsford, apenas disimulado, y la pequeña capilla unitaria de ese pueblo donde la autora había rendido culto en sus primeros años. La historia es de por sí bastante más interesante que la de Mary Barton, y el estilo, aunque aún falto del más sutil encanto de las posteriores obras de la autora, resulta inequívocamente superior al de su primer libro.
La última historia de Gaskell, Wives and Daughters (Esposas e hijas, 1864-66), quedó inconclusa. En ella recoge los distintos matices que entrañan las diferencias sociales y las relaciones que se entablan en una ciudad provinciana, y los utiliza para enriquecer el tema central de la obra, la historia de dos hermanas, hermanastras, que crecen en el desastroso círculo familiar que surge tras un segundo matrimonio. Elizabeth Gaskell no moraliza nunca, aunque en el fondo transmita sutilmente sus principios morales. Su libro no trata de la tragedia ni del dolor eterno, sino de la frustración y la infelicidad que van poco a poco carcomiendo, día tras día. Volvemos a encontrar el humorismo de Cranford, aquí más suavizado, y debemos reconocer que consigue describir con naturalidad más realista ciertos aspectos duros y conflictivos de la vida, que en sus novelas sociales pudieran parecer un tanto melodramáticos. Esta "historia cotidiana" pronto evidenció lo que ha seguido siendo desde entonces: una de las más admiradas de entre todas sus obras de ficción. Wives and Daughters representa un hito en la nueva forma de hacer novela, más realista, que se desarrolla entre 1850 y 1870.
Gaskell escribió tres novelas cortas: La casa del páramo (1850), Las confesiones de Mr. Harrison (1851) y La prima Phillis (1864). La muy interesante historia de La casa del páramo, escrita de forma más bien apresurada, apareció como un «cuento de Navidad» en 1850, con ilustraciones de Birket Foster. En ella pueden percibirse los primeros indicios de esa delicadísima vena humorística en la que la escritora sobresaldría con posterioridad. El idilio en prosa de La prima Phillis es un delicioso relato de desilusión amorosa. En su ejecución, este pequeño libro apenas ha sido superado por su combinación del más risueño humor con el patetismo más tierno. Gaskell era más feliz en los esfuerzos menores, como Morton Hall (1853) o Las confesiones de Mr. Harrison.
En todas estas obras revela la autora gran talento para retratar las clases y las comunidades bajo la reveladora tensión de la Revolución Industrial. En el dibujo de caracteres procede con ojos de observador, más simpatizante y menos perspicaz que Jane Austen, y sus dotes dan de sí el máximo en el idílico Cranford. Mrs. Gaskell tenía algunas de las características de Austen, y si bien su estilo y delineación de personajes son menos minuciosamente perfectos, están, por otra parte, imbuidos de un sentido más profundo de los sentimientos.
Charles Reade (1814-1884), dramaturgo y novelista, transformaba con frecuencia sus novelas en obras de teatro o viceversa. De hecho, así empezaría su carrera como novelista: una comedia suya, Máscaras y rostros, la reescribiría posteriormente como una novela, Peg Woffington (1852), que alcanzó gran popularidad. Más tarde, en 1853, produjo como volumen complementario otra encantadora ficción breve, titulada Christie Johnstone, parte de la cual había esbozado en un período anterior. Cada volumen tuvo un éxito inmediato e inmenso. Christie Johnstone presenta una aldea escocesa de pescadores, y es la más idílica de sus narraciones.
En la trayectoria realista de Thackeray, y con matices de visión e interpretación semejantes a los de Jane Austen, aparece Anthony Trollope (1815-1882), el más fecundo y menos romántico de los grandes novelistas victorianos. Podemos asignar a Anthony Trollope el papel de lugarteniente de Thackeray. Fue muy grande la admiración que sintió por su contemporáneo, y compartió la misma afiliación respecto de la manera realista de Fielding. Pero había tenido una formación diferente y su estilo fue más cuidado. Trollope llevó a la literatura los métodos de un buen funcionario público, y trabajó con regularidad, limpieza, deseo de agradar y silencio ante las críticas. Escribió sus primeras novelas para explotar su conocimiento de los irlandeses, pero no tuvo éxito hasta que empezó la «serie de Barchester». En definitiva, ese éxito que Trollope cosecharía en otros campos: en la interpretación de la sociedad de la época y en la problemática de dos importantes zonas de actividad de la vida inglesa, la eclesiástica y la política. En primer lugar, dos grandes ciclos narrativos aparecen en la novelística de Trollope: el constituido por «The Barsetshire Novels» (1855-67), serie de seis novelas que describen los quehaceres de la vida eclesiástica, catedralicia y parroquial del aparentemente ficticio condado de Barset; y el de las «Political Novels» (o «Novelas de Palliser»), otras seis novelas, centradas en el escenario de la política inglesa.
Trollope fue realmente un artista notable y creador de un condado en la Inglaterra espiritual: el de Barsetshire, que tiene su centro en la catedral y el atrio de Barchester. The Warden (El custodio, 1855), primera novela del ciclo, trajo a la vida ese lugar; es un intento de dar forma artística a uno de tantos escándalos nacionales, reales o supuestos: la relación de cierto sector del clero con determinadas actividades económicas poco éticas. Su éxito, si no brillante, resultó inequívoco. Reveló a un nuevo humorista y un nuevo tipo de humor. Nunca antes se había ofrecido semejante cuadro de las particulares características de la sociedad catedralicia. El resto de las «Novelas de Barsetshire» resultan mucho más complejas, habiendo descubierto Trollope que los mismos dones que le permitían retratar clérigos eran igualmente válidos para otras clases de la sociedad. El custodio es como la antesala de Barchester Towers (Las torres de Barchester, 1857), la gran novela de la serie. Al igual que su predecesora, tampoco esta resultó muy rentable, aunque contiene lo más fresco, lo más original y, a excepción de La última crónica de Barset, lo mejor de su obra. En El doctor Thorne (1858) la acción se traslada de la ciudad catedralicia de Barchester a la vecina villa de Greshamsbury, y en La rectoría de Framley (1860), a los alrededores del condado de Barset. Es este último no solo uno de sus mejores libros, sino el que le reportó 1.000 libras, casi el doble de lo que había percibido por cualquier obra anterior. En La casita de Allington (1864, una de sus mejores novelas), Trollope se centra en los asuntos matrimoniales de los habitantes de Courcy Castle; finalmente, con La última crónica de Barset (1867), se cierra el ciclo de novelas eclesiásticas. Sus «Barchester Novels» captan magistralmente lo que es la vida de una comarca a mediados de la era victoriana, con su nobleza rural, el alto clero, la gente sencilla y afectuosa. Son novelas largas, parsimoniosas, indagadoras de las motivaciones, los dilemas y los errores que afectan a los personajes, todo ello minuciosamente elaborado en una disección que hoy en día resultaría impensable. El método de Trollope implica una cuidadosa observación de la realidad; su visión de conjunto es cíclica, y se desarrolla paulatinamente en torno a un núcleo central.
Una de las grandes novelas aisladas de Trollope es The Claverings (1867); entrar en ella significa encontrarse en el corazón de la vida rural inglesa de mediados del siglo XIX.
Trollope no es un novelista tan logrado como Jane Austen, a pesar de que el volumen de su producción es ocho o diez veces mayor (escribió cerca de cincuenta novelas). En ocasiones se parece extraordinariamente a aquella, especialmente en el diseño de algunos caracteres femeninos. Pero, en conjunto Trollope carece de la ironía, vivacidad y perfección de Jane Austen. Tampoco tiene la originalidad de Thackeray; pero su intuición y disciplinada maestría le convierten en un gran novelista. Poseía una gran facilidad para la narración sin pretensiones, una fértil imaginación, un estilo capaz de ganarse al lector sin esfuerzo, y un talento desbordante para crear personajes y episodios. Aunque los personajes nacían en la mente de Trollope para encarnar las situaciones que quería producir, parecían tan vivos, que constantemente se le pedía que desvelase quiénes habían sido sus modelos. Las acciones se desenvuelven con rapidez, claridad e interés, con un poco de sátira social y poco sermoneo a lo "thackerayano"; pero contenían también implicaciones más profundas que quizá se pasen por alto. Lo único que le faltó a Trollope, que poseía un talento descriptivo notable, es cierta luminosidad con la que hubiera podido transfigurar su naturalismo.
La periodista y egiptóloga Amelia Edwards (1831-1892) escribió en total solo ocho novelas, cada una de las cuales, según ella solía decir, le llevaba dos años de trabajo. La primera, My Brother's Wife (La mujer de mi hermano), fue publicada en 1855. Después vendrían The Ladder of Life (La escalera de la vida) en 1857 y Hand and Glove (La mano y el guante) en 1859. Solía dedicar bastante tiempo a documentarse y a la labor de creación de ambientes para sus novelas.[cita requerida] A Debenham's Vow (El juramento de Debenham, 1870), que contiene una descripción de la elusión del bloqueo en el puerto de Charleston, le dedicó infinitos sufrimientos para ser certera en los detalles locales. De nuevo con su última y más popular novela, Lord Brackenbury (1880), hizo un viaje especial a Cheshire para estudiar del natural el escenario de la historia. Esa minuciosa y ardua labor de composición dio sus frutos: Lord Brackenbury fue un éxito comercial arrollador que alcanzó no menos de quince ediciones.
La primera novela de la escritora norirlandesa Charlotte Riddell (1832-1906), Los páramos y los pantanos, apareció en 1858 (3 volúmenes). La publicó bajo el seudónimo de «F. G. Trafford», que solamente abandonaría por su propio nombre en 1864. Siguieron novelas y cuentos en rápida sucesión, y entre 1858 y 1902 publicaría treinta volúmenes. Tal vez el más notable sea George Geith de Fen Court, por F. G. Trafford (1864). Sus relatos cortos fueron menos exitosos que sus novelas.
Al hacer del comercio el tema de muchas de sus novelas, Mrs. Riddell introdujo un nuevo elemento en la ficción inglesa, si bien Balzac lo había naturalizado en la novela francesa. Estaba íntimamente familiarizada con la topografía de la ciudad de Londres, donde a menudo se situaban las escenas de sus novelas. Al mismo tiempo poseía una rara facultad para describir lugares de los cuales no tenía conocimiento de primera mano. Cuando escribió Los páramos y los pantanos nunca había visto la región.
En su época postrera, Charles Dickens (1812-1870) escribió una serie de novelas ―una de las cuales quedó sin terminar― en las que experimentó una progresiva tendencia hacia temas más oscuros y hacia un realismo más riguroso y descarnado. Grandes esperanzas (1860-61) es una obra más tardía y más amarga. Constituye una síntesis de las cualidades del autor: tiene un protagonista simpático, que relata los altibajos de su vida; incluye misterio y una historia de amor, incidentes, personajes llenos de comicidad, expectación y una gran vivacidad narrativa. Asimismo manifiesta una orientación de Dickens en un sentido más realista, acaso de acercamiento a Thackeray. Entre tantas creaciones simpáticas de Dickens, pocas ofrecen las amables cualidades de algunos de los personajes de Our Mutual Friend (Nuestro común amigo, 1864-65), crítica implacable de la obsesión de la sociedad por el materialismo y el consumismo. Las lóbregas escenas fluviales en esta y en Grandes esperanzas muestran el poderío de Dickens al completo, pero ambas historias están marcadas con demasiada claridad por invenciones y apariciones imprecisas. La última novela de Dickens es la enigmática El misterio de Edwin Drood (1869-70), que dejó inconclusa a su muerte.
Por sus novelas realistas de ambientación rural escocesa, George MacDonald (1824-1905) sería considerado uno de los precursores de la denominada Escuela Kailyard de ficción escocesa, un movimiento literario costumbrista surgido en la década de 1890.[cita requerida] A partir de la década de 1860, las energías de MacDonald fueron absorbidas en gran parte por la ficción en prosa de dos clases, una de las cuales se ocupaba de cuestiones místicas y psíquicas y la otra describía la vida humilde en Escocia. Su primer éxito sobresaliente lo logró en 1862 con David Elginbrod, novela que, junto con Adela Cathcart (1864), y El portento, una historia sobre la clarividencia (1864), fueron estudios preliminares de la primera categoría mencionada, y desafiaban acertadamente el materialismo de la época. David Elginbrod fue precursora de una serie de novelas populares, que incluyen Alec Forbes de Howglen (1865), Anales de un vecindario tranquilo (1866), Robert Falconer (1868), Malcolm (1875), El marqués de Lossie (1877) y Donal Grant (1883). Alec Forbes y Robert Falconer se situarán entre los clásicos de la literatura escocesa por su poderosa delineación del carácter escocés, su sentido de la nobleza del trabajo rural, y su apreciación del ideal de belleza. Un pintoresco humor teñía la austera oposición de MacDonald a la rígida teología de la ortodoxia escocesa, y estos libros hicieron mucho por debilitar la fuerza del calvinismo y ampliar los ideales espirituales. El mismo fin es perseguido con efecto creciente en las subsiguientes novelas, principalmente en las de ambientación escocesa: Malcolm; San Jorge y San Miguel (1876); El marqués de Lossie, secuela de Malcolm; Paul Faber, cirujano (1879), en la que predomina la reflexión filosófica, tanto en prosa como en verso; Sir Gibbie (1879), y Castle Warlock, un romance familiar (1882).
Como novelista, poseía un considerable poderío narrativo y dramático, humor, ternura, una visión genial de la vida y el carácter, teñida de misticismo. Como retratista en la ficción de la vida del campesinado escocés fue el precursor de una amplia escuela, que se ha beneficiado con su ejemplo y superado en popularidad a su originario líder. El tono religioso de sus novelas queda mitigado por la tolerancia y un amplio espíritu humorístico, y las más simples emociones de la vida humilde son tratadas con simpatía.
La dilatada carrera como novelista de Rhoda Broughton (1840-1920), integrada por textos emocionalmente tan intensos como Nancy (1873), Joan (1876), Belinda (1883), Dear Faustina (1897), The Game and the Candle (1899), Lavinia (1902) o Between two Stools (1912), cuyos argumentos suelen centrarse en el amor y sus adversidades, mezcla desde una perspectiva estilística la aspereza realista de un Émile Zola y los artificios del melodrama romántico victoriano, un poco a la manera de Jane Austen. Por eso, de entrada, sus obras parecen un baluarte inexpugnable para cualquier lector contemporáneo. Pero, a poco que se observen con cuidado, percibimos cuál es el espíritu creativo que palpita tras ellas, mucho menos plácido y convencional de lo que aparenta. Broughton, antes de inventar los gestos rituales con los que captar el interés de su audiencia, exhibe un afilado conocimiento del arte de la novela, mostrándonos la complejidad y vileza del mundo en que viven sus heroínas. Éstas son mujeres que aman y desean ―la crítica censuró la franqueza narrativa de Broughton a la hora de expresar la sexualidad femenina―, mujeres atrapadas en una sociedad patriarcal que las oprime pero que, a su vez, ensimismada en su cerrazón, les permite desplegar toda clase de estrategias para que puedan salirse con la suya; es decir, amar, pensar, decidir, gozar.
En el otoño de 1900, George Douglas Brown (1869-1902) escribió, tras largas deliberaciones, la novela The House with the Green Shutters (La casa de los postigos verdes). Publicado en el otoño de 1901 bajo el seudónimo de «George Douglas», el libro alcanzó un éxito popular en su país y en los Estados Unidos, y fue reconocido por buenos críticos como una notable obra de ficción. Esta historia bien construida fusionaba con vigor un rico surtido de impresiones vívidas y de primera mano, algunas de ellas ya incorporadas en estudios anteriores que Brown no se había molestado en editar. Brown reconocía su impaciencia con el temperamento complaciente de los novelistas escoceses contemporáneos, y pintaba el carácter escocés con colores sombríos. La novela ofrece un cuadro vigorosamente delineado de los aspectos más duros y menos agradables de la vida y el carácter escoceses. Puede ser considerada como un complemento útil y correctivo a las más rosáceas representaciones de la «kailyard school» de J. M. Barrie e Ian Maclaren. Tuvo una tirada considerable. El autor murió casi inmediatamente después de su publicación.

### El realismo psicológico
Desde 1860 aproximadamente, la novela introspectiva iba a establecer muy gradualmente su supremacía sobre la histórica. Después de la publicación de su novela Adam Bede (1859), el dilema ante el que siempre se encontraría George Eliot (1819-1880) en tanto que novelista consistiría en determinar si sus historias estarían guiadas por la intuición o por la racionalidad. Su siguiente novela, El molino del Floss (3 volúmenes, 1859-60), cuyos primeros capítulos son en gran parte autobiográficos, muestra ese dilema de forma más clara. Ambientada también en un escenario provinciano, se trata de una dramatización de la vida interpretada con firme trazo realista, y en ella el lenguaje ordinario de la gente del campo se reproduce tan fielmente como en Adam Bede. El libro hizo su camino, y congregó una multitud cada vez mayor de lectores para sus siguientes obras.

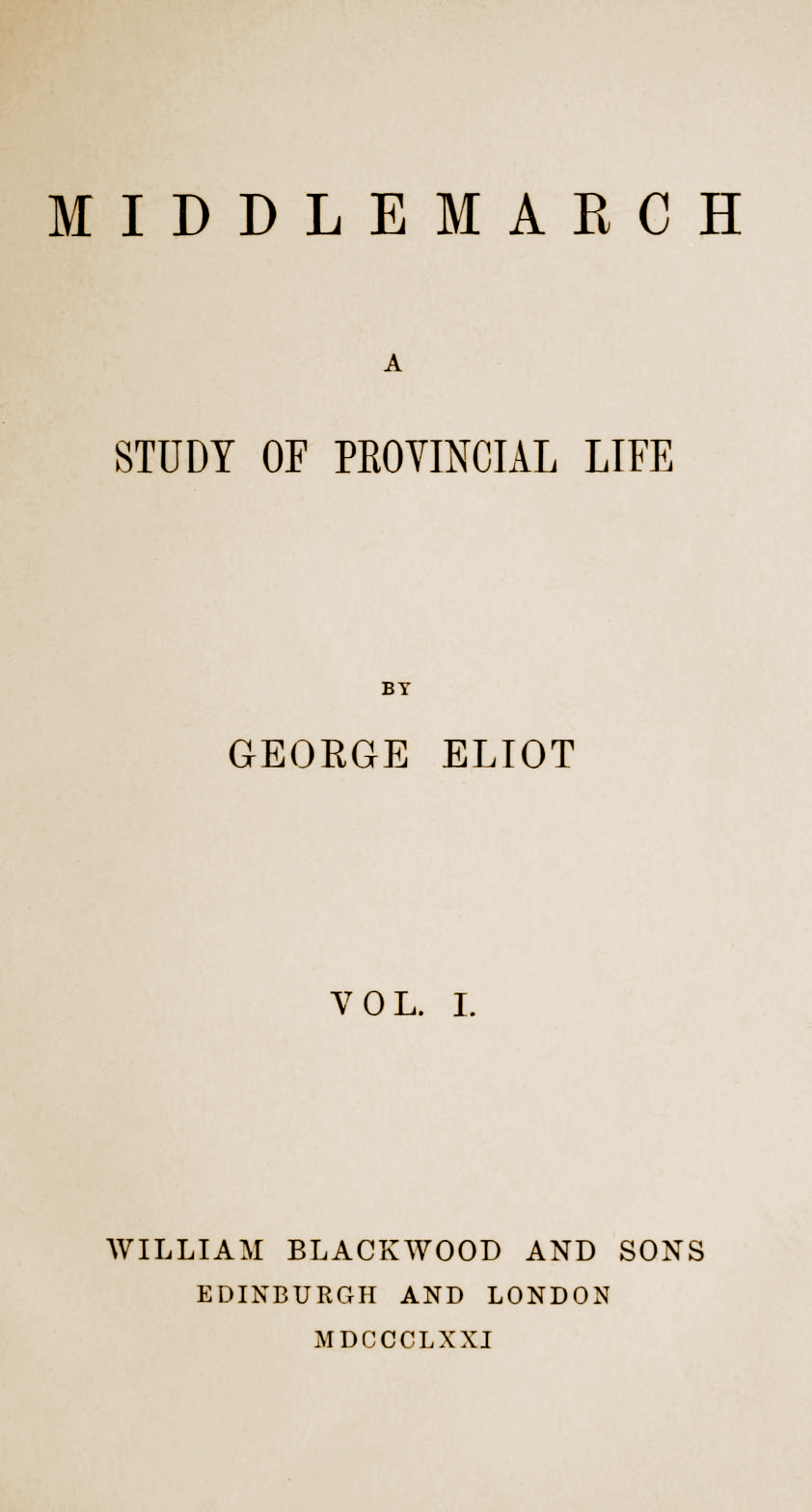
Portada del volumen I de la primera edición de Middlemarch (1871).

Posteriormente, Eliot emprendió la redacción de su novela más extensa y, sin lugar a dudas, más ambiciosa: Middlemarch: un estudio de la vida en provincias (1871-72), considerada por muchos como su obra más importante. En efecto, a pesar de su extensión y complejidad, es una de las mejores novelas de la autora, si no la mejor. En esta obra, Eliot regresó del pasado a la época contemporánea y se dedicó a acumular descripciones llenas de comprensión de la vida de varias familias y a estudiar sus reacciones. Middlemarch sigue los destinos entrelazados de una docena de personas que viven en una ciudad provinciana de Inglaterra o en sus alrededores en un momento crucial de la historia británica: los años que conducen a la gran Ley de Reforma de 1832. Igual que Vanity Fair, la novela gira en torno a dos personajes y a lo que a cada uno le depara el destino, pero estos personajes alcanzan una altura y abren unas expectativas mucho mayores que los de Thackeray. Mientras que este autor puede dar la impresión de que desprecia a sus personajes por los comentarios que hace, George Eliot siempre se muestra comprensiva y generosa, lo cual podría resultar muy tedioso si no fuera por el humor con que describe la amplia red de personajes secundarios que rodean a los protagonistas. Al final uno y otro caen derrotados por el tenaz conservadurismo de la sociedad provinciana, aunque también por su inmadurez y por sus propios errores. Una y otra son figuras proféticas, se adelantan a su tiempo, al menos, al tiempo en que vive Middlemarch. A su alrededor encontramos multitud de personajes, algunos próximos a la caricatura dickensiana, como Mrs. Cadwallader; otros, como el vicario Mr. Farebrother, trazados en pocas pinceladas con gran hondura y habilidad psicológica. Si bien carece del espontáneo frescor de sus primeras novelas, éste queda suficientemente compensado por la penetración filosófica de los hechos y la profundidad con que cala en la caracterización de los personajes y establece los motivos de la acción. Este profundo estudio de ciertos tipos de caracteres ingleses resultaba supremo en el momento de su redacción, y sigue siendo supremo, dentro de su escuela, en la literatura europea. Su exposición de las mentalidades de las clases alta y media de su tiempo es una obra maestra de psicología científica. El éxito resultó notable. A finales de 1874 habían sido vendidas cerca de 20.000 copias.
En general, en sus novelas hay mucho pensamiento y honda crítica de la vida, a veces incluso directa. Su peculiar facultad de novelista consiste en el profundo substrato de pensamiento moderno y psicología teórica que posee, y el íntimo conocimiento de una gran variedad de aspectos de la naturaleza humana. También hay algo de shakespeariano en su objetividad; en Middlemarch no hay ya la antigua vehemencia. Es característico de ella que sus retratos de personajes masculinos y femeninos no presenten ninguna inclinación sexual: sus personajes no ofrecían ninguna pista para conjeturar su sexo. La veracidad de esos personajes está garantizada con frecuencia por el lugar que tuvieron en su vida. Su visión general de la vida es pesimista, aliviada por una capacidad para extraer los elementos jocosos de la estupidez y el mal proceder humanos. También hay, sin embargo, mucha seriedad en su tratamiento de las fases de la vida, y pocos escritores han mostrado con mayor poder el endurecimiento y los efectos degradantes que conlleva la insistencia en malas conductas, o las inevitables e irreparables consecuencias de una mala acción. Es indiscutible que con su fuerza intelectual, su capacidad creadora de caracteres y de plasmación artística de la realidad en sus distintas manifestaciones, George Eliot contribuyó a proporcionar a la novela inglesa madurez de contenidos y una dinámica ideológica de alta calidad, que repercutió en novelistas posteriores. De todos los autores ingleses del XIX sería ella, sin duda, la que más se aproximaría a la literatura de Balzac. Leyendo la obra de George Eliot, se es consciente del deseo de la autora por aumentar las posibilidades de la novela como forma de expresión: le gustaba incluir temas nuevos y penetrar en el personaje con una mayor profundidad.
Su método de acometer un tema muestra la influencia de Jane Austen, especialmente en partes de Middlemarch; uno puede detectar también la influencia más fuerte de Mrs. Gaskell, de Charlotte Brontë y de Miss Edgeworth. Uno a menudo oye que ella no es artística; que sus caracterizaciones son menos distintivas que las de Jane Austen; que ella cuenta más de sus héroes y heroínas de lo que debería ser conocido. Pero cabe recordar que Jane Austen se ocupaba de tipos domésticos familiares, mientras que George Eliot sobresalía en la presentación de espíritus extraordinarios. Una dibujaba a los miembros de la buena sociedad con nociones correctas, mientras que la otra describía a rebeldes sociales con ideas e ideales. En cada uno de los libros de George Eliot, los protagonistas, atormentados por sueños de perfección, se rebelan contra los prudentes compromisos de lo mundano. Jane Austen despreciaba a la mayoría de sus personajes; George Eliot sufría con cada uno de los suyos. Aquí, tal vez, encontramos la razón por la que es acusada de ser poco artística. No podía ser impersonal.

## Época vanguardista
A comienzos del siglo XX, seguía habiendo muchos otros novelistas sólidos y muy legibles que se atenían a la tradición realista. En sus libros trataban temas de interés social o reproducían meticulosamente las costumbres y actitudes que mantenían entre sí los diversos grupos sociales. Virginia Woolf los denominó «materialistas». Galsworthy es un buen representante de esta corriente, con los interminables análisis que hace de los Forsyte ―una familia de ricos empresarios―, satíricos en los volúmenes iniciales, casi laudatorios al final. La historia se adaptó espléndidamente a la televisión, ya que el materialismo de los materialistas resulta perfectamente adecuado al medio. Arnold Bennett es un materialista más sensible y más consistente. Algunas de las obras que tratan de la vida provinciana de los Midlands siguen siendo muy aceptables hoy en día, y despiertan un interés que supera claramente el del documento social.

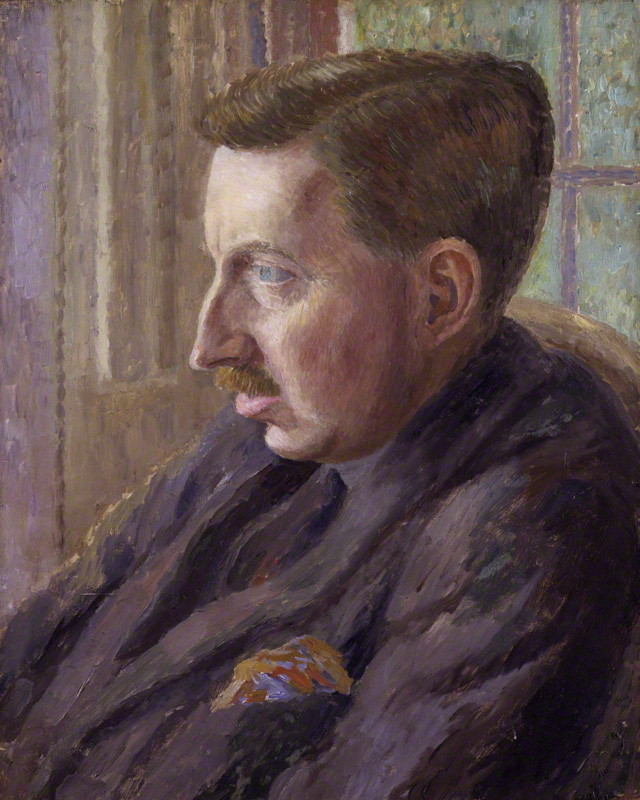
Retrato de Edward Morgan Forster (c. 1924-25), obra de la pintora y decoradora Dora Carrington (1893-1932).

De los grandes personajes que maduraron o que empezaron su carrera en el período eduardiano, el menos innovador de todos fue E. M. Forster (1879-1970), un escritor de notable originalidad y a quien la popularidad no le llegaría con demasiada facilidad. Escribe como si Henry James no hubiera existido nunca, interrumpiendo la narración, dirigiéndose abiertamente al lector, casi sermoneándolo. Pero no podemos pensar que Forster represente sin más una vuelta a las prácticas victorianas, porque junto a estas técnicas narrativas pasadas de moda hay en él una preocupación argumental muy poco victoriana. Los acontecimientos más importantes de la novela se producirán a partir de giros totalmente arbitrarios que apenas se detallan, como si a Forster le molestara hablar de motivaciones, incluso describirlas.
Sus libros nos proporcionan múltiples consideraciones sobre los valores burgueses, constantemente criticados, y sugieren el estilo de vida que a él le gustaría instaurar en su lugar: amable, civilizado, capaz de regocijarse en lo bueno. Aunque lo que a Forster le preocupaba más íntimamente, el amor y los valores homosexuales, no podía tratarlo de manera abierta, el tema brilla bajo la superficie de sus novelas.
Su primera novela sería la que lleva por título Where Angels Fear to Tread (Donde los ángeles no se aventuran, 1905), seguida por El más largo viaje (1907), brillante pero desigual, y Una habitación con vistas (1908). Había encontrado algo emocionalmente incompleto en la vida inglesa, en especial en la vida de un escolar inglés, y lo que hace en esa novela es investigar el contraste que existe con la más apasionada vida italiana. La exploración del mundo interior y personal de los personajes fue una constante en sus obras, y lo desarrollaría con una mayor madurez en Howard's End (1910), retrato admirable del modo de vida de la clase media inglesa anterior a la Primera Guerra Mundial y en la que estudia también todas sus complejidades. Una vez más, encontramos que pone el énfasis en la vida interior, emotiva. Forster conseguiría un reconocimiento mayor a partir de sus visitas a la India y de la publicación de Pasaje a la India (1924). Esta novela se basaba en sus amplios conocimientos y en un auténtico afecto por el pueblo indio. En ella, Forster sitúa la acción en un marco de diferencias raciales, en un mundo en el que domina el hombre blanco y en el que el indio acepta este dominio con resentimiento, a regañadientes o de manera satírica. En el plano realista la novela representa un magnífico retrato de las consecuencias que supuso el Imperio para las personas, el dominio de una raza sobre otra. Con un realismo suavemente evocado, Forster nos presentó no una novela de aventuras sobre Oriente, sino a la gente real y las dificultades que encuentran para entenderse mutuamente. Aunque hace una exposición clara, la atmósfera está pensada con un mínimo de detalle. El tema esencial lo constituyen las simpatías y diferencias del Oriente y del Occidente aprehendidas de un modo muy sensible. Hay que concederle el valor que realmente tiene a Pasaje a la India, pues el contacto de Inglaterra con aquel país no produjo en la práctica una obra tan imaginativa como esta.
La autocrítica, e incluso la autocondena, aparecerían en la novela de comienzos del siglo XX en una magnitud que Kipling nunca habría aprobado. De esta manera empezaría John Galsworthy (1867-1933) su carrera como novelista con la obra The Island Pharisees (1904). Posteriormente retrataría la vida de las clases medias acomodadas de su época en una serie de libros que comienzan con The Man of Property (1906), con la que inició el exitoso ciclo novelístico de La saga de los Forsyte, un ambicioso fresco narrativo que disecciona la vida familiar de un clan de la clase media-alta inglesa entre los siglos XIX y XX. Esta serie, y sus continuaciones, alcanzarían gran popularidad en Inglaterra y en otros países. La familia Forsyte representa el instinto de propiedad en grado máximo, y pone el supremo triunfo personal en la capacidad adquisitiva y retentiva del período económico anterior al de los monopolios capitalistas y al de la absorción de la riqueza por el Estado: eventualidades que ningún auténtico Forsyte, forjado en el seno de una filosofía y una sociedad individualista, hubiera podido concebir ni tolerar. Con su imponente Forsyte Saga, Galsworthy hace para un período posterior lo que Trollope hizo en el suyo, aunque en sentido inverso; si Trollope describe la sociedad rural inglesa con sus proyecciones en la capital, Galsworthy retrata la pudiente, laboriosa, adquisitiva y culta clase media del Londres de fines del siglo XIX y comienzos del XX, y sus incursiones hacia el campo. Pero, aunque la obra de Galsworthy constituya por su amplitud y por el espacio temporal que abarca una especie de historia social de un período, en el fondo es una novela de costumbres, una descripción de la vida familiar y de las relaciones íntimas y sociales de una vasta familia. La Saga empieza con The Man of Property, donde se describe la sociedad inglesa del final del período victoriano; continúa con dos trilogías, y termina con Swan Song, donde aparece un mundo dislocado por la Primera Guerra Mundial.
La segunda trilogía de los Forsyte se titula A Modern Comedy, y comprende The White Monkey (El mono blanco, 1924), The Silver Spoon (La cuchara de plata, 1926) y Swan Song (El canto del cisne, 1928). Cada una de estas novelas coincide con una etapa importante de la historia inglesa posterior a la Primera Guerra Mundial, y en ellas Galsworthy muestra una sociedad cuyos fundamentos habían sido socavados por el conflicto bélico y que carecía de fe en los principios tradicionales. Aunque localista y pobre en aspiraciones metafísicas si se la compara con obras semejantes de Thomas Mann y Marcel Proust, The Forsyte Saga es un excelente estudio de los múltiples intereses que configuraron la sociedad inglesa de fines del siglo XIX y principios del XX, unificados y reducidos a un denominador común: el instinto de propiedad con las formas de vida y actitudes que crea. La obra novelística de Galsworthy es mucho más extensa, pero su historia de la familia Forsyte es indiscutiblemente su máxima realización. Tras su muerte, la fama del escritor declinaría repentinamente, pero se vería reavivada de manera espectacular gracias a las versiones radiofónicas y televisivas de esta obra. En sus mejores momentos, posee una cualidad parecida a la de Anthony Trollope para dar vida a toda una clase social. Pero se aleja de este autor en su intento por evaluar los méritos de su época a través de las descripciones que de ella hace. Galsworthy fue uno de los autores más prolíficos de su tiempo, y llegaría a ser galardonado con el Premio Nobel de Literatura en 1932.
La influencia del naturalismo francés ―Zola, Flaubert, Maupassant― se hace notar en Arnold Bennett (1867-1931), que, en la línea de Thackeray y Trollope, explora determinadas áreas de la sociedad inglesa siguiendo la trayectoria costumbrista. En todas sus obras muestra dominio técnico del lenguaje y profesionalidad y dedicación como escritor; pero su fama se basa en unas cuantas novelas, sobre todo en las que describen la vida de Five Towns, las cinco poblaciones en que se crio y pasó los primeros años de su vida. Bennett es un escritor realista, naturalista a veces, al menos desde el punto de vista inglés. En sus novelas no se propone revelar ni la filosofía ni la sociología del cuadro histórico y geográfico que presenta; lo que le interesa es ofrecer una pintura concreta de la gente común. Detallista y observador de la vida humana, concibe con nitidez sus personajes, y les concede gran libertad ideológica. Siente la mayor simpatía por las clases desfavorecidas, y rechaza con firmeza la estrechez mental del ambiente provinciano; pero no se deja arrastrar a las trampas en que suele caer el reformador social, y no se presta a pintar un cuadro que no responda a la realidad. Es un novelista objetivo, enamorado de la vida gris de la zona industrial alfarera de su juventud, y, conociendo los defectos de esta forma de vida, tiene la rara facultad de convertirlos en belleza. Lo mismo sucede cuando se trata de evocar el carácter de aventura y romanticismo que tienen las vidas de las gentes corrientes que pueblan sus novelas, lo cual constituye uno de los mayores atractivos de sus principales obras. Su diálogo suele ser excelente; pero su prosa no puede compararse, por ejemplo, con la de su contemporáneo John Galsworthy. Bennett es un tanto insensible a las gracias y finos matices de la lengua. Conviene recordar que Bennett procede de la típica clase media comercial e industrial, mientras que Galsworthy desciende de las clases profesional y aristocrática; sus estilos reflejan esta diferencia de ambientes y de formación. Mientras Galsworthy describía las clases medias altas, Arnold Bennett mostraba la monótona vida en «The Potteries», distrito industrial de Staffordshire, y de quienes emigraban de allí. Este autor sucumbiría con demasiada frecuencia a las tentaciones que el mundo comercializado ofrece a quienes alcanzan el éxito. The Old Wives' Tale (1908) es la novela más satisfactoria de toda esa época. Bennett había estudiado los modelos franceses, particularmente a Maupassant, y el retrato que con firme trazo hace de dos hermanas con personalidades enfrentadas es de una integridad total. Este sólido realismo sería posteriormente subestimado.
De un período posterior es su tediosa trilogía compuesta por Clayhanger (1910), Hilda Lessways (1911) y These Twain (1916), pero retorna a una forma de hacer más acabada en un estudio sobre la miseria titulado Riceyman Steps (1923).

## Época contemporánea
La obra A Dance to the Music of Time, de Anthony Powell (1905-2000), es una crónica más perspicaz, más sesgada, sobre las costumbres de la clase alta, un retrato de la clase dirigente, que está en proceso de adaptación y de diversificación, pero que aún permanece con un rígido control de la situación.

## Escritores de Estados Unidos

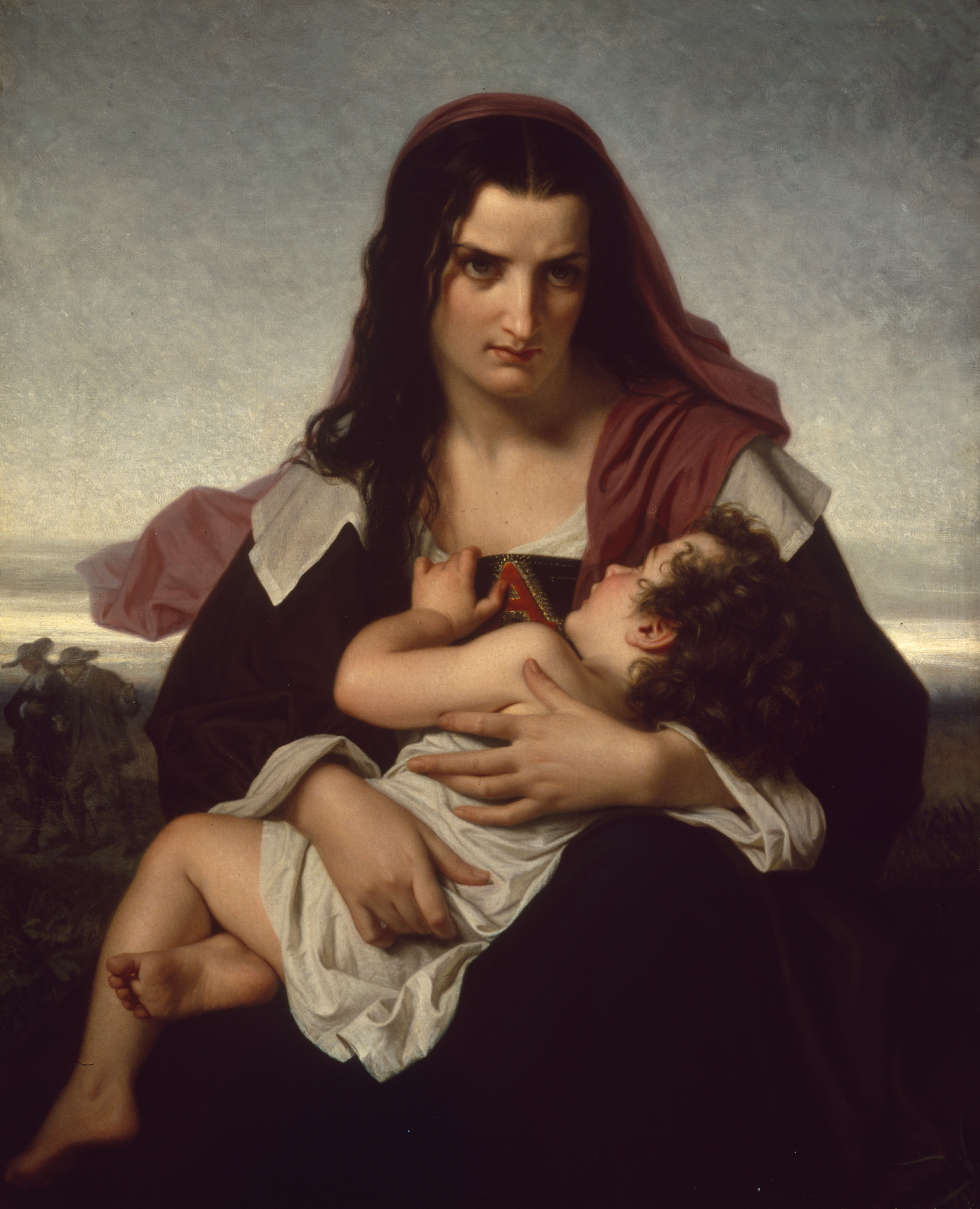
The Scarlet Letter (1861), óleo sobre lienzo del pintor francés Hugues Merle (1823-1881). Al parecer, el autor de la novela, Nathaniel Hawthorne, consideraba esta pintura ―que el coleccionista de arte William Thompson Walters (1820-1894) encargó a Merle en 1859― como la mejor ilustración de su obra.

La primera y por consenso general la mejor de las cuatro principales novelas de Nathaniel Hawthorne (1804-1864), La letra escarlata, fue publicada en 1850. Si antes había habido alguna duda sobre su genio, fue resuelta para siempre por este poderoso romance. Tras su publicación, consiguió instantáneamente para el autor un reconocimiento que había sido negado a los delicados y afinados cuentos breves de sus colecciones tempranas. La obra posee una poderosa idea moral como trasfondo, pero resulta igualmente sólida en su presentación de la vida y el carácter en los primeros días de Massachusetts. La letra escarlata es en todos los sentidos típica de Hawthorne. El trasfondo es la Nueva Inglaterra colonial, y el tema es el efecto de un gran pecado sobre los cuatro personajes más concernidos: Hester Prynne, quien porta la letra escarlata; su amante; el esposo agraviado y el hijo que es fruto del amor ilícito.
La casa de los siete tejados fue la novela escrita por Nathaniel Hawthorne inmediatamente después de La letra escarlata y publicada en 1852. La escena está ambientada en Salem, la ciudad natal del autor. Con respecto a su antecesora, esta segunda novela presenta la vida en Nueva Inglaterra en una fecha posterior; hay un análisis y una presentación de los personajes más esmerados y hay más descripciones de la vida y las costumbres, pero menos intensidad moral. La primera muestra los elementos de religión y pecado, la segunda las fuerzas del bien y el mal hereditarios. La historia de la segunda concierne a los aristócratas Pyncheon, propietarios de la Casa de los Siete Tejados, y a sus humildes conciudadanos, los Maule. Entre estas dos familias ha existido una extraña relación desde la temprana época colonial cuando Matthew Maule pronunció una maldición de muerte sobre su enemigo, un Pyncheon que había provocado que aquel fuera condenado por mago. El lector, sin embargo, se preocupa mucho menos por la trama que ocasiona la supresión de la maldición que por el tratamiento de los personajes y las escenas, y la atmósfera que impregna el conjunto. Hay un elemento de humor del que carece La letra escarlata y ninguna obra del autor muestra mejor su delicadeza y sutileza. El retrato de Hepzibah, el empobrecido pero orgulloso descendiente de los Pyncheon, resulta magistral en su mezcla de simpatía y alegría. Si bien es inferior a La letra escarlata como obra unificada, La casa de los siete tejados es más rica en pasajes que perviven en la memoria del lector, y es la novela de Hawthorne más frecuentemente estudiada en las escuelas y recomendada para la lectura de personas jóvenes.
El fauno de mármol fue iniciada por Nathaniel Hawthorne durante su visita a Italia en 1858 y publicada en 1860. La escena está ambientada en Roma, pero dos de los cuatro personajes principales son americanos. Sin embargo, el personaje más interesante de la historia es Donatello, un joven italiano de noble cuna que guarda un gran parecido con la estatua de un fauno de Praxíteles, y que, según una tradición de su familia, contaba con un fauno entre sus primitivos antepasados. La novela es un estudio de los efectos de una gran culpa sobre estos personajes, y especialmente sobre Donatello. Tiene graves defectos técnicos. Contiene un exceso de descripciones de viajeros, las cuales, por excelentes que sean en sí mismas, tienen poco que ver con la historia; y no satisface la curiosidad que el autor despierta persistentemente con respecto al pasado de Miriam, uno de los personajes femeninos. Los principales méritos del libro consisten en la concepción de Donatello, en el simbolismo y la sicalipsis elusivos que caracterizan todo el mejor trabajo de Hawthorne, y en varias escenas impresionantes.
Los escritos de Hawthorne están marcados por una sutil imaginación, un curioso poder de análisis y una exquisita pureza del léxico. Estudió desarrollos excepcionales del carácter, y era aficionado a explorar las criptas secretas de la emoción. Heredó la solemnidad de sus antepasados puritanos sin su superstición, y adquirió en sus meditaciones solitarias un conocimiento del lado nocturno de la vida que habría despertado el recelo de aquellos. Profundo anatomista del corazón, se mostraba singularmente libre de la morbosidad, y en sus especulaciones más oscuras acerca del mal era robustamente prudente. Rendía culto a la conciencia tanto por su naturaleza intelectual como moral. Además de estos rasgos mentales, poseía la cualidad literaria del estilo: una gracia, un encanto, una perfección del lenguaje que ningún otro escritor americano poseyó en el mismo grado, y que lo coloca entre los grandes maestros de la prosa inglesa.
En 1852, Harriet Beecher Stowe (1811-1896) decidió escribir algo contra la esclavitud, y produjo La cabaña del tío Tom, que originalmente apareció por entregas en The National Era, un periódico antiesclavista de Washington D. C. En su momento no concitó mucha atención, pero tras su aparición en formato de libro conquistó el mundo. Sus ventas alcanzaron pronto las 400.000 copias. Fue traducida a numerosas lenguas extranjeras y tuvo un poderoso efecto para acelerar los acontecimientos que finalmente dieron como resultado la emancipación.
El éxito literario de Louisa May Alcott (1832-1888) se remonta a la aparición de la primera serie de Mujercitas; o Meg, Jo, Beth y Amy (1868), en la que, con inquebrantable humor, frescura y vitalidad, puso en forma de historias muchos de los dichos y hechos de ella misma y de sus hermanas. La obra vendió 60.000 ejemplares el primer año y sigue siendo uno de los mayores generadores de derechos de autor en la literatura estadounidense. La encumbró de inmediato y con justicia a uno de los primeros lugares de la profesión literaria americana, y sigue siendo la única de sus obras que el mundo lamentaría mucho perder. En el aspecto formal carece de méritos; no hay estructura ni clímax, simplemente escenas sueltas de una vida sin acontecimientos notables; escasa delicadeza de tacto, aunque hay pasajes de mucha ternura y patetismo. Es la fotografía universal de un hogar de Nueva Inglaterra y de las niñas estadounidenses. Hombrecitos (1871) trataba de manera similar el carácter y las formas de sus sobrinos de Orchard House en Concord (Massachusetts); pero la mayoría de sus postreros volúmenes seguían en la línea de Mujercitas, de la que los numerosos y fieles seguidores de la autora nunca se cansaron.
William Dean Howells (1837-1920) es generalmente considerado como el principal representante de la escuela realista de ficción estadounidense autóctona. Desde el principio, su propósito fue retratar la vida con total fidelidad en todos sus aspectos comunes, y con todo atraer la atención del lector hacia un gusto por esos aspectos comunes y hacia la veneración por lo que ello oculta. Aunque en sus primeras novelas su método no era consistentemente realista ―a veces es casi tan personal y tan caprichoso como Thackeray―, a pesar de todo su vívido impresionismo y su elección de temas ya revelaban inequívocamente su tendencia realista. En A Modern Instance (1882) adquirió un dominio completo de su método, y comenzó una serie de estudios de la vida americana que resultan notables por su fidelidad a los hechos, su tono veraz y su poder para revelar, a pesar de su método estrictamente objetivo, tanto los resortes internos del carácter americano como las fuerzas sociológicas que estaban dando forma a la civilización estadounidense. Howells rehúsa sofisticar o intelectualizar demasiado a sus personajes, y economiza mucho en su uso del análisis psicológico. Insiste en ver y retratar la vida americana tal como existe en y por sí misma, bajo sus propios cielos y con su propia atmósfera; no la escudriña con comparaciones mentales extrañas, y en consecuencia trata de encontrar y poner en relieve insospechadas configuraciones superficiales. Mantiene sus diálogos atenuados hasta casi el tono de una conversación cotidiana.
De las numerosas novelas de Howells, pueden mencionarse las siguientes como especialmente dignas de mención: Their Wedding Journey (1872), The Lady of the Aroostook (1879), A Modern Instance (1882), The Rise of Silas Lapham (1885), The Minister's Charge (1886), A Hazard of New Fortunes (1889), The Quality of Mercy (1892) y The Landlord at Lion's Head (1897).

## Escritores de Australia
John Lang (1816-1864) fue el primer novelista australiano nativo. Publicó nueve novelas, que aparecieron por entregas en el Mofussilite y en el Fraser's Magazine. Comenzaron a publicarse en formato de libro en 1853, apareciendo ese año The Wetherbys y Too Clever by Half, seguidas por Too Much Alike (1854), The Forger's Wife (1855), Captain Macdonald (1856), Will He Marry Her? (1858), The Ex-Wife (1858), My Friend's Wife (1859), The Secret Police (1859) y Botany Bay, or True Stories of the Early Days of Australia (1859). Algunas de ellas fueron muy populares y fueron reeditadas con frecuencia. Solo dos de sus obras están ambientadas en Australia: The Forger's Wife (1855), cuya trama es casi idéntica a la del Charles Frederick Howard de Leyendas de Australia, mientras que Botany Bay es una dramatización sutilmente disfrazada de sucesos y personas en el período de los convictos, y seguirá siendo siempre la principal contribución de Lang a la literatura australiana.
En 1854, Catherine Helen Spence (1825-1910) publicó su primera novela, Clara Morison, que detallaba la inmigración de una mujer escocesa a Adelaida, en Australia Meridional, en una época en la que muchas personas abandonaban la provincia británica de libre colonización buscando fortuna en las fiebres del oro de Victoria y Nueva Gales del Sur. Clara Morison fue seguida por Tender and True (1856), El testamento del Sr. Hogarth (1865) y La hija del autor (1867). Gathered In, otra de sus novelas, apareció en el Observer de Adelaida y en The Queenslander. Sus novelas son historias sinceras y bien redactadas, pero solo una de ellas alcanzaría una amplia difusión.
Henry Kingsley (1830-1876), hermano menor del novelista y poeta Charles Kingsley, emigró a Australia en 1853. Allí comenzó a escribir su primera novela, Geoffrey Hamlyn, que se hizo inmediatamente popular cuando se publicó en 1859 en Inglaterra. Fue seguida por Ravenshoe (1862), Austin Elliott (1863) y Los Hillyar y los Burton (1865), y hasta el momento de su muerte Kingsley escribió y publicó quince novelas y colecciones de relatos breves cuyos méritos disminuían gradualmente. El declive en la obra postrera de Henry Kingsley llevó a que sus méritos reales fueran pasados por alto durante mucho tiempo. En Australia, Geoffrey Hamlyn siempre ha sido considerada como un clásico australiano, y Los Hillyar y los Burton, parcialmente ambientada en Australia, es también una obra excelente. Ravenshoe puede ser justamente clasificada como una de las mejores novelas de su época.
Marcus Clarke (1846-1881) emigró a Victoria (Australia) en 1863. La primera entrega de su célebre novela His Natural Life apareció en el número de marzo de 1870 del Australian Journal. Se trata de una historia basada en las trágicas experiencias de los viejos tiempos de los convictos, y resulta tan realista como repulsiva en los horrores que revela. Posteriormente, la obra fue revisada antes de ser publicada en Inglaterra, donde fue editada por los Bentley, y de inmediato atrajo la atención favorable de la prensa y del público. La historia fue publicada en formato de libro en 1874 difiriendo en algunos detalles de la edición por entregas.
Nacido en Inglaterra y criado y educado en Australia, Thomas Alexander Browne (1826-1915), también conocido por el seudónimo de «Rolf Boldrewood», comenzó en 1865 a colaborar con artículos e historias por entregas en los semanarios australianos. Una de estas, Ups and Downs: a Story of Australian Life, fue publicada en formato de libro en Londres en 1878. Recibió buenas críticas, pero atrajo escasa atención. Fue reeditada como The Squatter's Dream en 1890. My Run Home, The Squatter's Dream y Robbery Under Arms habían aparecido en el Sydney Town and Country Journal y en el Sydney Mail, pero solo The Squatter's Dream había sido publicada en formato de libro y después bajo el título de Ups and Downs. Robbery Under Arms apareció en 1888 en tres volúmenes y sus virtudes fueron reconocidas de inmediato. Se imprimieron varias ediciones antes de finalizar el siglo. Algunas de sus novelas posteriores pueden ser comparadas en sus virtudes con Robbery Under Arms. The Miner's Right posiblemente haya sido la siguiente en popularidad, y The Squatter's Dream y A Colonial Reformer ofrecen cuadros interesantes y fieles de la vida de los squatters en los primeros tiempos.
Morley Roberts (1857-1942) fue un escritor prolífico y competente, que publicó alrededor de 80 libros. Nacido en Londres, viajó por los mares del Sur, Australia, África austral y muchas otras regiones del mundo. Utilizó libremente sus experiencias en sus libros, el primero de los cuales, The Western Avernus, apareció en 1887, y en 1890 comenzó su larga serie de novelas y relatos breves. De sus novelas, Rachel Marr, publicada en 1903, fue muy elogiada por W. H. Hudson, y La vida privada de Henry Maitland, basada en la vida del novelista George Gissing, fue posiblemente su libro más conocido. Estuvo solo un período de tiempo relativamente breve en Australia, pero hay muchas referencias australianas tanto en sus novelas como en sus relatos breves.
Joseph Furphy (1843-1912), también conocido por su seudónimo «Tom Collins», es ampliamente considerado como el "padre de la novela australiana".[cita requerida] En la época de la depresión de la década de 1890, Furphy estuvo madurando ideas para una obra que habría de transmitir su visión de la vida. Tenía ya algo de práctica como escritor. Cuando hubo finalizado su gran obra, sirviéndose del seudónimo «Tom Collins», Furphy creía haber escrito una moral para su época y, esperaba, una moral para todos los tiempos y lugares en torno a la condición humana. Como todas las grandes confesiones acerca de la vida, esta había salido de sus propias experiencias. Hacia finales de abril de 1897, A. G. Stephens, del Sydney Bulletin, recibió el enorme manuscrito de Such is Life, Being Certain Extracts from the Diary of Tom Collins (Así es la vida, compuesto por certeros extractos del diario de Tom Collins). Stephens logró persuadir a los propietarios del Bulletin de que se trataba de un libro nacional australiano que debería publicarse. Salió al mercado en 1903, causó muy poco revuelo, y solo se vendió aproximadamente un tercio de la edición. No obstante, los críticos percibieron que se trataba de la obra de un hombre inspirado por una gran pasión moral; coincidieron en que el propósito del autor había sido ayudar al público lector australiano a obtener tanto sabiduría como entendimiento, pero no fueron capaces de ponerse de acuerdo sobre en qué consistía exactamente dicha sabiduría. Tanto en Australia como en los Estados Unidos habían insistido en que la obra era un clásico menor, o que, al menos, disfrutaba de una posición muy especial en la historia de la literatura australiana.
Así es la vida contiene en sí mucho debate, a menudo animado con el sentido del humor que era una parte esencial de Furphy. Su patetismo es completamente genuino. Su estilo narrativo resulta a veces un poco pesado y prolijo. La reputación de Furphy descansa en esta obra, que sigue siendo uno de los libros realmente importantes de la literatura australiana.
En 1890, Catherine Edith Macauley Martin (1847/1848-1937) publicó de forma anónima An Australian Girl, una novela que recibió críticas favorables y que en 1891 alcanzó una segunda edición. Fue seguida en 1892 por The Silent Sea, publicada bajo el seudónimo de «Mrs Alick MacLeod». En 1923 apareció The Incredible Journey, relato del viaje de una mujer aborigen a través de las regiones desérticas para recuperar a su hijo. Mrs. Martin nunca fue tan célebre como merecía, en parte porque su obra siempre se publicaba de forma anónima o bajo seudónimo. An Australian Girl es un libro interesante escrito por una mujer de mentalidad reflexiva y filosófica, y The Incredible Journey, con su comprensiva apreciación del punto de vista de los aborígenes, se encuentra entre los mejores libros de su género en la literatura australiana.
Henry Handel Richardson (seudónimo de la escritora Ethel Florence Lindesay Richardson, 1870-1946) solía poner mucho énfasis en sus orígenes irlandeses, y a menudo decía que era australiana por accidente. Es autora de novelas posteriores al proceso de Federación de Australia (1889-1901), como Maurice Guest (1908) y The Getting of Wisdom (1910); de ella se decía que estaba fuertemente influenciada por el realismo francés y escandinavo. Maurice Guest fue muy elogiada en Alemania cuando apareció por primera vez traducida en 1912, pero recibió malas críticas en Inglaterra, aunque influyó en otros novelistas. Los editores depuraron su lenguaje para una segunda edición. El lugar de Henry Handel Richardson en la literatura australiana es importante y está asegurado.